# Konsztantyin Konsztantyinovics Rokosszovszkij
Konsztantyin Konsztantyinovics Rokosszovszkij (lengyelül: Konstanty Ksawerowicz Rokossowski, oroszul: Константин Константинович Рокоссовский, Varsó (Velikije Luki?), 1896. december 21. – Moszkva, 1968. augusztus 3.), lengyel származású szovjet katonatiszt, a Szovjetunió és Lengyelország marsallja, illetve Lengyelország honvédelmi minisztere. A Vörös Hadsereg egyik kiemelkedő katonai parancsnoka a második világháborúban. Egyik legismertebb tette a Bagratyion hadművelet kidolgozása és végrehajtása, melynek során a szovjet fél igen fontos győzelmet aratott.

## Gyermekkora és ifjúsága (1896–1914)
Rokosszovszkij Varsóban (más – főként a hivatalos szovjet, és elsősorban 1945 utáni – források szerint Velikije Lukiban), az Orosz Birodalomban született. A család azután költözött Varsóba, hogy az apja felügyelői állást kapott a Varsó–Bécs vasútvonal megépítésén. A Rokossowski család eredetileg a lengyel nemességbe tartozott, és az idők során több lovassági tisztet is adott a hadseregnek, ám Rokosszovszkij apja, Ksawery Wojciech Rokossowski (1853–1902) születésére már elszegényedett. Ksawery Rokossowski vasúti alkalmazottként dolgozott Oroszországban, Rokosszovszkij orosz (más források szerint belorusz) édesanyja, Antonyina Ovszjannyikova (?–1911) pedig tanítónő volt. A házaspárnak Konsztantyinon kívül még két lánya született, Maria (?–1915) és Helena (1898–1982). A család kétnyelvű és értelmiségi volt: a szülők (így a gyerekek is) sokat olvastak, zenéltek. Rokosszovszkij rendszeresen járt lovagolni a nagybátyja birtokára. Az iskolában jól tanult; az apja (Rokosszovszkij saját bevallása szerint) műszaki pályára szánta. 14 éves korára azonban a szülei mindketten meghaltak, így a fiatal fiú előbb egy cukrászatban, majd egy fogorvosnál, illetve egy harisnyagyárban vállalt munkát, végül pedig egy kőfaragó műhelyben lett inas a nagynénje férjénél. Ez a Lengyel Népköztársaság idején legendává alakult: e szerint Rokosszovszkij is részt vett a varsói Poniatowski híd megépítésében. Rokosszovszkij apai nevét (Ksawerovicz/Kszaverjevics) oroszosították, amikor az első világháború kitörésekor besorozták az orosz cári hadseregbe – így lett Konsztantyinovics, hogy könnyebben ki tudják ejteni az 5. kargopoli dragonyos ezredben, ahová önkéntesként bevonult. Az első világháború után egészen 1944-ig nem járt Lengyelországban.

## Katonai pályafutásának kezdetei (1914–1937)

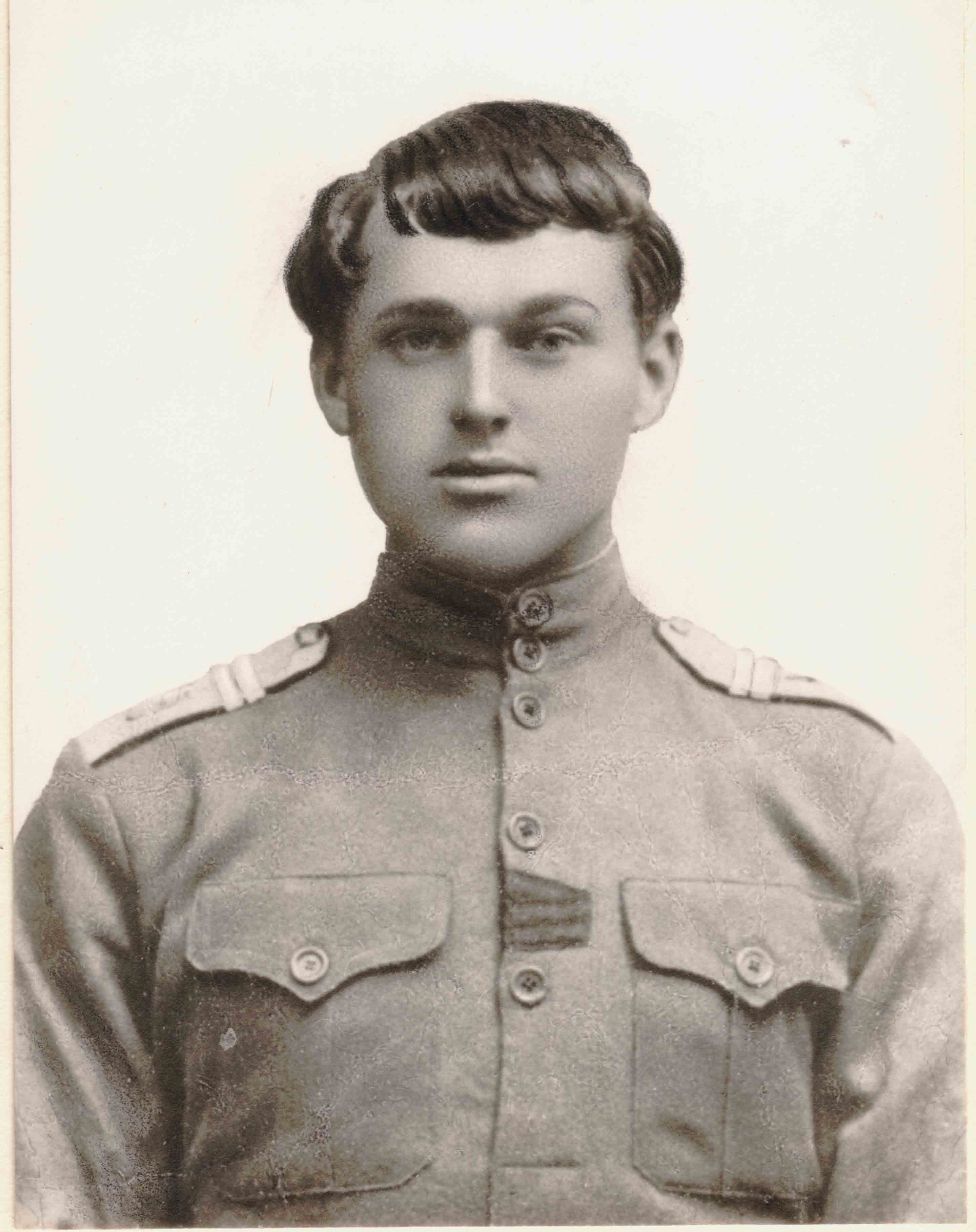
Rokosszovszkij az 5. kargopoli dragonyos ezred egyenruhájában, 1916-17-ben

Az ezredbe lépése után hamar kiderült, hogy Rokosszovszkij egyaránt tehetséges katona és vezető; a háború végére, amely során végig a lovasságnál szolgált, tiszthelyettesi fokozatot ért el. Kétszer meg is sebesült, és Szent György-kereszttel tüntették ki. 1917-ben belépett a bolsevik pártba, nem sokkal később pedig a Vörös Hadsereg hivatásos tisztje lett.
Az oroszországi polgárháború alatt a Kargopoli Vörös Gárda Lovasságának lovasszázad-parancsnokaként harcolt Kolcsak admirális fehér seregei ellen az Urál-hegységben. 1919. november 7-én az általa vezetett lovasszázad lerohanta a fehérek parancsnokságát; a harcok közben meglőtte a vállán egy fehér tiszt (Voszkreszenszkij tábornok), akit Rokosszovszkij ezután a kardjával megölt. Az akció végrehajtásáért kiérdemelte Szovjet-Oroszország akkor legmagasabb katonai kitüntetését, a Vörös Zászló érdemrendet.
1921-ben az Irkutszkban állomásozó 35. független lovasezred parancsnoka lett, és fontos szerepet töltött be Damdin Szühebátor, a Mongol Népköztársaság megalapítójának hatalomra jutásában. Ennek előjátéka volt, hogy a hírhedt és legendásan titokzatos fehér tábornok és kalandor, Roman Ungern-Sternberg, Dzsingisz kán állítólagos leszármazottja 1920-ban elűzte Mongóliából a megszálló kínai haderőt, és ezért megkapta a hadúri címet. A rákövetkező nyáron Ungern-Sternberg Troickoszavszk határvárosának elfoglalására indult, ami azzal fenyegetett, hogy a Szovjetunió távol-keleti része elválik az országtól. Rokosszovszkij gyorsan elindult Irkutszkból déli irányba, egyesült Szühebátor mongol seregeivel, és vereséget mért Urgern-Sternberg seregére, amely a kétnapos ütközetet követően felbomlott, és visszavonult. Rokosszovszkij itt ismét megsebesült – eltört a lába. Az egyesült mongol–szovjet seregek hamar elfoglalták a fővárost, Ulánbátort.

Rokosszovszkij Mongóliában ismerte meg későbbi feleségét, Julija Petrovna Barminát, aki gimnáziumi tanárnőként dolgozott, és négy nyelven beszélt. A fiatal és büszke lány szülei nem örültek a kérőnek – nem szerették volna, hogy a lányuk katonafeleség legyen. A pár 1923. április 30-án végül mégis egybekelt. Egyetlen lányuk, Ariadna 1925. június 27-én született meg. Rokosszovszkij 1924–25-ben a Leningrádi Lovasakadémia hallgatója volt. Itt ismerte meg Georgij Zsukovot. Visszatért Mongóliába, ahol a Mongol Népi Hadsereg kiképzőtisztje lett. Nem sokkal később, Vaszilij Blücher Távol-keleti Különleges Hadseregének tagjaként részt vett a kelet-kínai vasútvonalat érintő konfliktusban. 1929–30-ban a szovjetek fegyverrel léptek fel azután, hogy a Kínai Köztársaságban működő hadúr, Csang Hszüe-liang megkísérelte kínai tulajdonba venni az addig közös kínai–szovjet felügyelet alá tartozó vasútvonalat. 

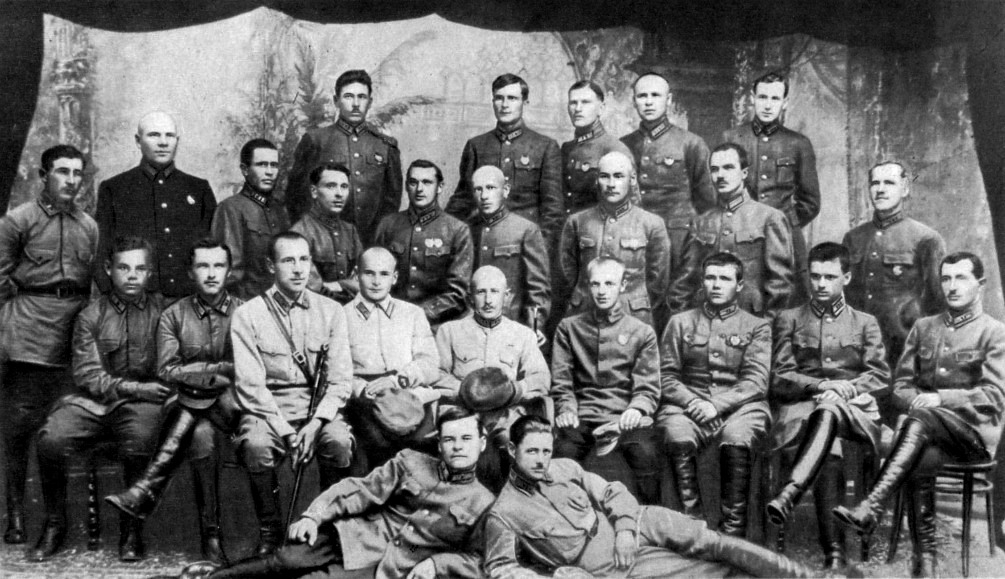
A Leningrádi Lovasakadémia 1924/25-ös évfolyamának végzős hallgatói
A második (ülő) sorban jobbról az első Ivan Bagramjan, a harmadik Andrej Jerjomenko. A harmadik (álló) sorban jobbról az első Georgij Zsukov, az ötödik Rokosszovszkij

Rokosszovszkij katonai pályafutása az 1930-as évek elején keresztezte először Szemjon Tyimosenkóét és Georgij Zsukovét, amikor is Rokosszovszkij a 7. szamarai lovashadosztály parancsnokaként, Zsukov (a beosztottjaként) dandárparancsnokként, Tyimosenko pedig (kettejük feletteseként) hadtestparancsnokként szolgált. Mindkét kollégája jelentős szerepet játszott az életében a második világháború alatt, mivel különböző időpontokban mindketten a közvetlen felettesei lettek. A Rokosszovszkij és Zsukov közötti híres világháborús feszültség és versengés kezdete és oka jól kimutatható egy 1930 novemberében készült hivatalos jelentésből, amelyben Rokosszovszkij Zsukovot jellemezte:

„Akaratos. Határozott és erélyes. Gyakran kezdeményez, és ezt a gyakorlatban is megvalósítja. Fegyelmezett. Megköveteli az engedelmességet. Kissé barátságtalan, és nem túl együtt érző. Igen makacs. Túlságosan büszke. Szakmai értelemben jól képzett. Katonai vezetőként rendkívül tapasztalt... Vezérkari és oktatási feladatokra egyaránt alkalmatlan, mivel mindkettőt teljes szívéből gyűlöli.”
Rokosszovszkij az elsők között ismerte fel a páncélos hadviselésben rejlő lehetőségeket. Támogatta egy erős páncélos hadtest megalakítását a Vörös Hadseregen belül, Tuhacsevszkij marsallhoz hasonlóan, aki a mélységi hadműveletek elméletében fejtette ki ennek szükségességét.

## A tisztogatások idején: letartóztatás, tárgyalás, börtönévek és rehabilitáció (1937–41)
Rokosszovszkij 1937 augusztusáig főparancsnok volt, de őt is elérte a sztálini tisztogatások szele: kémkedéssel vádolták meg. Tuhacsevszkij marsall modern módszereivel való egyetértése bizonnyal zavarta az olyan régi vágású tiszteket, mint például Bugyonnij, akik továbbra is a lovasság fensőbbségét hirdették Tuhacsevszkij páncélos hadviselési elméletével szemben. A hadtörténészek többsége szerint a Vörös Hadseregben történt tisztogatások oka elsősorban nem a hadelmélet terén folytatott vita, hanem sokkal inkább politikai-katonai versengés lehetett. A tisztek egy részét kizárólag korábbi szakmai kapcsolataik miatt vették elő. Rokosszovszkij esetében ez az ok a Távol-keleti Különleges Hadseregben töltött szolgálati ideje, illetve az ottani parancsnoka – nem sokkal Rokosszovszkij előtt letartóztatott és a börtönben 1938-ban vallomástétel nélkül meghalt – Blücher marsall körüli intrikák lehettek; a kettő együtt már elegendő lehetett a letartóztatásához.
Többször is megvádolták a lengyel és japán titkosszolgálattal való együttműködéssel, illetve szabotázzsal a szovjet büntető törvénykönyv 58. cikkének 14. pontja alapján, amely 1937 júniusában került a szövegbe. Ez alapján szabotázsnak tekinthető „a meghatározott feladatok teljesítésének tudatos elmulasztása vagy szándékosan hanyag végrehajtása”.
A Rokosszovszkij elleni vádak „a 11. gépesített hadtest szovjetellenes, trockista katonai szervezetének” ügyében gyökereztek. Rokosszovszkij azután vált érintetté az ügyben, hogy letartóztatták Kasszian Csajkovszkij hadtestparancsnokot, aki (Rokosszovszkijhoz hasonlóan) az 1930-as évek elején a Távol-Keleten teljesített szolgálatot. A Bajkálontúli Katonai Körzet titkosszolgálati vezetője azzal vádolta Rokosszovszkijt, hogy 1932-ben, még a 15. bajkálontúli lovashadosztály parancsnokaként találkozott a japán katonai küldöttség vezetőjével, Komacubara Micsitaró ezredessel. Ezt Rokosszovszkij sem tagadta, de azzal indokolta, hogy a kínai foglyokkal kapcsolatos kérdések tisztázása miatt került rá sor. A vádat más, hűtlen kezeléssel kapcsolatos vádakkal és szándékos szabotázsként értelmezett hanyag vezetéssel is kiegészítették: például hogy hagyta leromlani a hadosztályához tartozó laktanyák állapotát, hogy nem tartott kiképzést, vagy hogy rossz időben kivezényelte a hadosztályát, ami miatt több ló megsérült vagy elpusztult, és a legénység több tagja megbetegedett. (Ez katonai értelemben természetesen bűnös hanyagság, de a vádlók szándékosan szabotázsként értelmezték.)
Letartóztatása után a felesége és lánya is száműzetésbe kényszerült; hogy meg tudjanak élni, az asszonynak alkalmi munkákat kellett vállalnia, amelyeket azonnal elvesztett, mikor kiderült, hogy a férjét letartóztatták, mert „áruló” és „a nép ellensége”. Rokosszovszkij rehabilitálásáig a két nő gyakorlatilag kitaszítottként élt.
Vlagyimir Vaclavovics Racsinszkij, Rokosszovszkij egyik cellatársa azt írja a visszaemlékezéseiben, hogy Rokosszovszkij az NKVD-t vádolta az ártatlanok elítélésével, és hogy naiv módon nem vett tudomást Sztálinnak a bizalmatlan, besúgásra ösztökélő környezet megteremtésében játszott szerepéről. Azt is leírja, ahogy Rokosszovszkij nem volt hajlandó aláírni a hamis tanúvallomást:
„Azokat, akik megtagadták a hamis vallomás aláírását, addig verték, amíg meg nem tették. Akadtak azonban rendíthetetlen vádlottak, akik makacsul ellenálltak. Viszonylag kevesen. K. K. Rokosszovszkij, aki egy cellában ült velem, szintén nem írta alá a hamis vallomást. Bátor, erős, magas, széles vállú férfi volt. Őt is megverték.”
Rokosszovszkij unokája, Konsztantyin Viljevics Rokosszovszkij ezredes szerint a nagyapja azért nem jutott sok más tiszttársa sorsára, mert nem volt hajlandó aláírni a hamis tanúvallomást, és mert bebizonyította a bíróságon, hogy az NKVD-s vádlói által tanúként említett tiszt 1920-ban meghalt a polgárháborúban:
„A bizonyíték nagyapám egyik polgárháborús tiszttársának vallomásán alapult. A férfit Adolf Juskevicsnek hívták. Az öreg azonban tudta, hogy Juskevics elesett Perekopnál. Azt mondta, aláírja [a vallomást], ha szembesítik Adolffal. Utánanéztek hát Juskevicsnek, és rájöttek, hogy már rég nem él.”

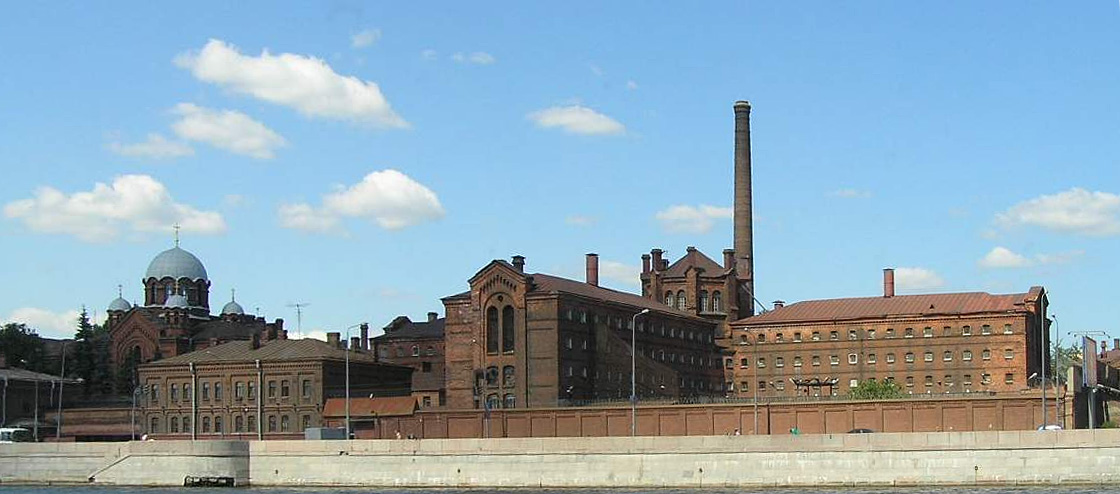
A leningrádi (ma: Szentpétervár) Kreszti börtön, ahol Rokosszovszkij raboskodott

Alekszandr Szolzsenyicin úgy tudta, hogy Rokosszovkszkijt 1939-ben két ízben is kivitték éjszaka egy erdőbe, a kivégzőosztag elé, de a sortűz végül elmaradt. Vaszilij Kazakov marsall felesége, Szvetlana Pavlovna pedig bizonyosan tudta, hogy Rokosszovszkijnak a tettetett kivégzések mellett fizikai kínzással is szembe kellett néznie, amelyek során több fogát is kiverték, három bordáját eltörték, kalapáccsal verték a lábujjait, és letépték a körmeit. Egyes állítások szerint megjárta a szibériai lágereket, míg mások úgy tudták, hogy Miguel Martinez álnéven részt vett a spanyol polgárháborúban. Rokosszovszkij sosem beszélt ezekről az évekről a családjának; mindössze annyit mondott a lányának, hogy azért hord magánál mindig pisztolyt (azzal is aludt), mert még egyszer nem adná meg magát élve, ha letartóztatnák.
1956-ban elhangzott titkos beszédében Hruscsov a tisztogatások áldozatairól szólva név szerint is megemlítette Rokosszovszkijt: „Önök is tudják, hogy a háború előtt nagyszerű katonai kádereink voltak, akik teljes odaadással szolgálták a pártot és a hazát. Hogy ne mondjak mást: azok közül, akik túlélték a börtönben elszenvedett kegyetlen kínzásokat, a háború első napjaitól igaz hazafiaknak bizonyultak, és hősiesen harcoltak a haza dicsőségére. Olyan elvtársakra gondolok, mint Rokosszovszkij (akit, mint tudják, letartóztattak, és börtönben ült), [...] és sokan, sokan mások.”
A tárgyalás után Rokosszovszkijt a leningrádi Kreszti börtönbe szállították. Innen 1940. március 22-én, indoklás nélkül engedték szabadon. A rendkívül rossz egészségi állapotban lévő Rokosszovszkij a tavaszt a családjával töltötte Szocsiban.
Ekkor hívta vissza Szemjon Tyimosenko, a Szovjetunió frissen kinevezett honvédelmi népbiztosa a téli háború kezdeti kudarcai és a Vörös Hadseregben a tisztogatások után fellépő drámai tiszthiány miatt, és bízta meg az 5. lovas hadtest parancsnokságával, ezredesi beosztásban. A hadtest ezután részt vett Besszarábia megszállásában, és Rokosszovszkijt hamarosan vezérőrnaggyá léptették elő; ekkor lett a 9. gépesített hadtest parancsnoka is, amely a Mihail Potapov parancsnoksága alá tartozó és a (világháború kitörésekor Délnyugati Frontnak átnevezett) Kijevi Különleges Katonai Körzet parancsnoka, Mihail Kirponosz által vezetett 5. szovjet hadsereg része volt.

## A második világháborúban (1941–45)

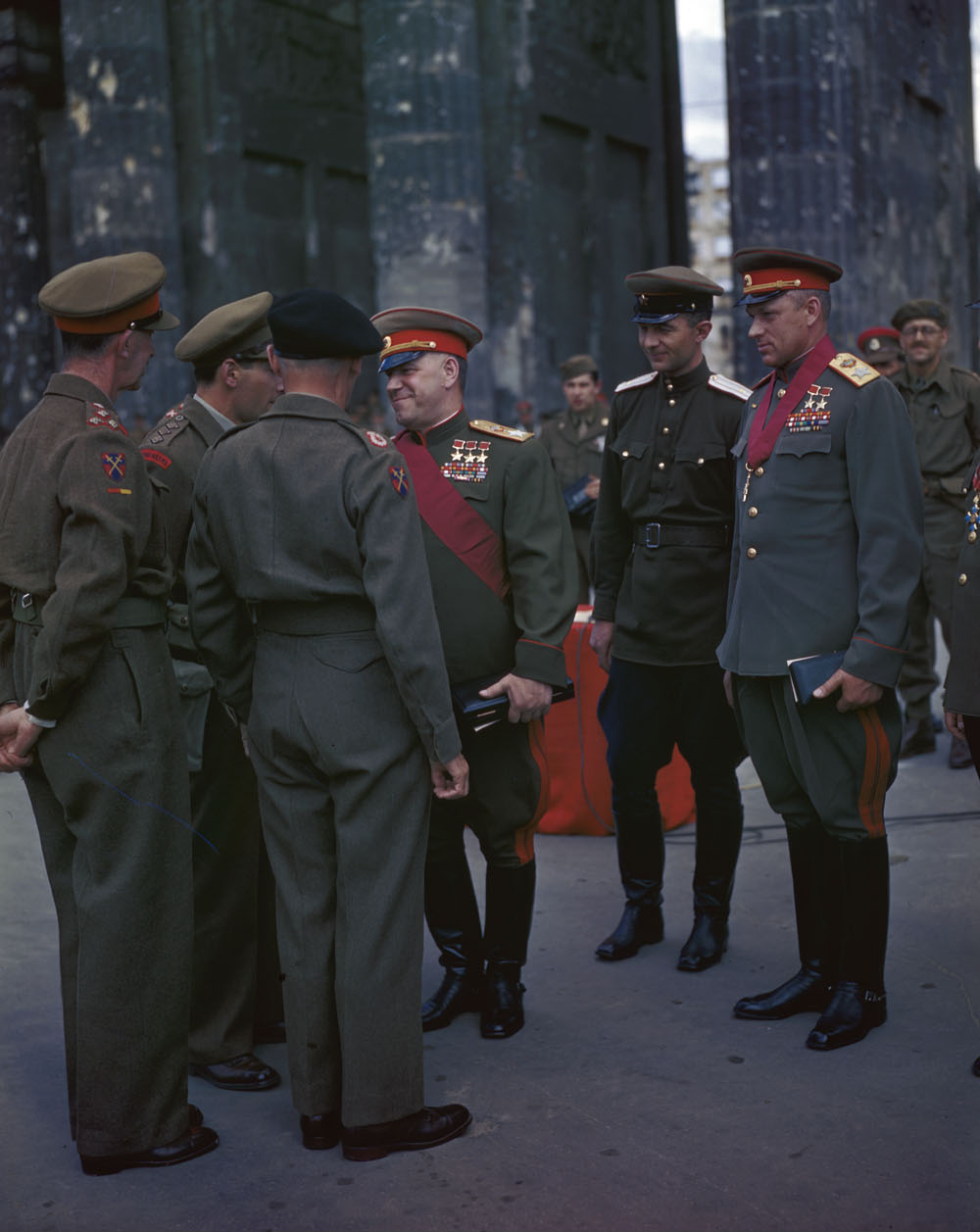
Georgij Zsukov (középen) és Konsztantyin Rokosszovszkij (jobbra) Bernard Montgomery brit marsall (háttal, fekete sapkában) fogadásán a berlini Brandenburgi kapunál, 1945. július 12-én

Konsztantyin Rokosszovszkij az oroszok által csak Nagy honvédő háborúnak nevezett háborúban vált történelmi jelentőségű katonai vezetővé; ez a háború azzal kezdődött, hogy Németország 1941. június 22-én lerohanta a Szovjetunió nyugati részét. Rokosszovszkij lefokozott és árulással vádolt, börtönviselt tisztként került a hadszíntérre, majd vezérőrnagyi rendfokozatból marsalli címig emelkedett, és végül a háborút lezáró, 1945-ös moszkvai győzelmi díszszemle megszervezését is rábízták. Lényegében minden olyan, stratégiai szempontból fontos hadműveletben részt vett, amely végül a Szovjetuniónak Németország fölött aratott győzelméhez vezetett.

„A német hadsereg egy gépezet, és minden gépet tönkre lehet tenni! – Konsztantyin Rokosszovszkij”

### 1941: A Barbarossa hadművelet; a dubnói csata, a szmolenszki csata és harc Moszkváért

#### A dubnói csata
Amikor 1941 júniusában a német hadsereg megtámadta a Szovjetuniót, Rokosszovszkij a 9. gépesített hadtest parancsnokaként teljesített szolgálatot; parancsnoksága alá a 35. és a 20. harckocsi-hadosztály, illetve a 131. gépkocsizó hadosztály tartozott.
Gyakorlatilag azonnal belecsöppent az első páncélos ütközetekbe a Luck, Dubno és Brodi városa által bezárt háromszögben, az úgynevezett brodi csatában, amely a Barbarossa hadművelet korai szakaszában végrehajtott szovjet ellentámadás és harckocsizó hadművelet volt.
A csatában széles arcvonalon folyt támadás; többek között hat szovjet gépesített hadtest igyekezett áthatolni a német arcvonalon Lublin irányában egy, még a német támadások előtt készült haditerv alapján. Zsukov támadásra felszólító parancsát fanyalogva fogadta a Délnyugati Front vezérkara, mivel védelemben kívántak maradni. A támadás ennek ellenére folytatódott. A hadművelet logisztikailag több sebből vérzett: megoldatlan volt az emberek és eszközök szállítása, az egységek összehangolása, a kommunikáció és a kivitelezés is, a szovjet fél eleinte mégis elért kisebb sikereket – ezeket azonban mind gyorsan visszaverte a von Rundstedt által vezetett Dél Hadseregcsoport. A csata eredményeképpen a legtöbb részt vevő szovjet egység megsemmisült.
A támadási parancs kézhezvétele után Rokosszovszkij, akinek egységei messze a frontvonal mögött állomásoztak, kénytelen volt a helyőrség tartalékaihoz nyúlni, hogy gépkocsikat szerezzen a lőszerek szállításához (ahogy emlékirataiban felidézi, a dolog nem ment épp zökkenőmentesen: „az ellátó tisztek ellenállását megfelelő rábeszéléssel és nyugtákkal kellett leküzdenem. Azt hiszem, soha életemben nem írtam annyi nyugtát, mint azon a napon”), illetve harckocsikra tenni a gyalogság egy részét. A gyalogság fennmaradó része menetelni kényszerült, így a hadtest több részre szakadt. Rokosszovszkij serege nem tudta tartani az ütemtervet, így csak az előőrs ért oda a támadás június 26-ára előirányzott időpontjára, a többi seregrész csak ezután, külön-külön kapcsolódott be az ütközetbe. A kiadott parancs szerint a hadtestnek előre kellett nyomulnia, és Luck körül, Dubno városától északra kellett felvennie a megfelelő harcállást a Nyikolaj Feklenko által vezetett 19. gépesített hadtesttel összhangban, majd délnyugat felé támadásba mennie. A terv szerint a 6. szovjet hadsereghez tartozó gépesített hadtestnek eközben Brodi felől északi irányba kellett támadnia, hogy a két seregtest egyesülni tudjon, azzal a szándékkal, hogy megállítsák a 11. német páncélos hadtest előrenyomulását Dubnótól keletre.
Június 25-én a Rokosszovszkij által vezetett 131. gépkocsizó hadosztály gyalogsága gyorsan elveszítette pozícióját Lucknál a 14. német páncélos hadtest támadása következtében, a 35. és a 20. páncélos hadosztály azonban (annak ellenére, hogy nem teljes létszámban voltak jelen) össze tudta vonni erőit, és le tudta zárni a Luck és Dubno közötti utat. Még aznap a tőlük keletre, Rovno körül felállt 19. gépesített hadtest Dubnónál átmenetileg elvágta a 11. német páncélos hadtest hátvédjeit az előrenyomuló egységektől. Másnap ezért a 13. német páncélos hadtest Lucktól délre indított támadást, lesöpörve Rokosszovszkij egységeit az útról – így a német gyalogság visszafoglalta Dubnót, eltérítette a 19. gépesített hadtestet, és Rokosszovszkij háta mögött elfoglalta Rovnót.
A német ellenállás fokozódásával Kirponosz tábornok, a Délnyugati Front parancsnoka utasítást adott a támadás beszüntetésére, intézkedéseit azonban felülbírálta felettese, a Vörös Hadsereg éppen jelenlévő vezérkari főnöke, Georgij Zsukov, aki minden ellenkező érvelés ellenére az ellentámadás mellett kardoskodott. Rokosszovszkij ennek következtében egymásnak ellentmondó parancsokat kapott. Dmitrij Rjajbisev altábornagy szerint Rokosszovszkij „semlegesnek mutatkozott a javasolt ellentámadással kapcsolatban”, és nem hajtotta végre a közvetlen utasítást, amivel véget vetett a Zsukov és Kirponosz közötti vitának:

„Ismét parancsot kaptunk az ellencsapásra. Az ellenség azonban olyan túlerőben volt, hogy vállaltam a felelősséget elhatározásomért, mely szerint nem hajtok végre ellencsapást, hanem védelemben fogadom az ellenséget. – Konsztantyin Rokosszovszkij”

Ennek következtében a Rjajbisev által vezetett 8. gépesített hadtest, amely maga is elért kisebb sikereket Brodi környékén, déli irányban folytatta a támadást, arra számítva, hogy Rokosszovszkij seregeitől kap erősítést. Rokosszovszkij azonban megállt, így hiába várták észak felől. A két parancsnok közül egyik sem volt ennek tudatában, mivel az egyes hadtestek között nem volt közvetlen kapcsolat. A kommunikáció hiánya jól magyarázza a szovjet kísérletek kudarcát a háború első szakaszában.
A következő napokban Rokosszovszkij csapatai jelentős nyomást gyakoroltak a német seregekre Luck környékén, és a hátuk mögött fekvő Rovno visszafoglalását is megkísérelték, egyúttal a 14. német páncélos hadtest előrenyomulását is megállítva egy jó hatásfokkal, közelről, 85 mm-es páncéltörő lövegekkel kivitelezett ellentámadással. Ahogy Rokosszovszkij visszaemlékezéseiben olvasható: „Ezen az erdős, mocsaras vidéken a németek csak a kiépített utakon nyomultak előre. [...] Fedeztük a kiválasztott szakaszt, és a balszárnyról ide csoportosítottuk át a 20. harckocsi-hadosztályt új 85 mm-es lövegekkel felszerelt tüzérezredével együtt. [...] A lövegeket tüzelőállásba vitték az árkokba, az út menti magasabb pontokon, illetve egy részüket közvetlenül az úttesten, hogy közvetlen irányzással lőjék az ellenséget. [...] A németek nagy rombuszt formázó csoportban gördültek előre. Elöl motorkerékpárosok, mögöttük pedig páncélgépkocsik és harckocsik. [...] A tüzérek egészen közel engedték a németeket, és – tüzet nyitottak. Az országúton borzalmas kásahegy maradt: motorkerékpárok, gépkocsironcsok, hullák. [...] Az ellenség itt nagy veszteséget szenvedett és meghátrálásra kényszerült.”
A Luck, Dubno és Brodi környékén a 8., 9. és 19. szovjet gépesített hadtest által vívott harcok a Barbarossa hadművelet korai szakaszában végrehajtott legfontosabb szovjet manőverek voltak, mivel a Délnyugati Front – a többi, a német támadás által megbénított és csak később átszervezett fronttól eltérően – képes volt tényleges hadműveletek megszervezésére és kivitelezésére.
Elszórt kísérletek történtek ugyan az 5. és a 6. szovjet hadsereg közötti távolság csökkentésére, mivel a németek előrenyomultak Kijev irányába, ám a korábbi szovjet páncélos erőknek csupán a maradványa volt jelen a frontokon. Július 7-ére a Rokosszovszkij által vezetett 9. páncélos hadtest harckocsiállománya az eredetileg meglévő 316 darab helyett 64-re apadt.

#### A szmolenszki csata
Miközben Rokosszovszkij, illetve az 5. és a 6. szovjet hadsereg gépesített hadtesteinek többi parancsnoka megpróbált megálljt parancsolni a Dél Hadseregcsoport ukrajnai előrenyomulásának, a Fehéroroszország területén lévő erők (a Délnyugati Fronton tapasztalhatónál lényegesen rosszabb szervezésnek, logisztikának és kommunikációnak köszönhetően) fejvesztve és pánikba esve próbáltak harcolni. A Vörös Hadsereg vereséget szenvedett a Fedor von Bock tábornagy által irányított Közép Hadseregcsoport összehangolt támadásai nyomán. A białystok–minszki csata során, azaz mindössze 17 nap leforgása alatt a Dmitrij Pavlov tábornok által vezetett Nyugati Front legénységének háromnegyede eltűnt: megszökött, fogságba esett vagy meghalt. Az eredetileg 625 ezer főt számláló szovjet seregből 290 ezren estek hadifogságba, a németek pedig 1500 ágyút és 2500 harckocsit zsákmányoltak vagy semmisítettek meg. Június 30-áig a német haderő eljutott a Dnyeper folyó déli elágazásáig. Innen szinte egyenes út vezetett a stratégiai szempontból fontos Szmolenszkbe, ahol Szemjon Tyimosenko marsall próbálta ismét kiépíteni a Nyugati Front alkotta, a németek által szétzúzott védelmi vonalat.

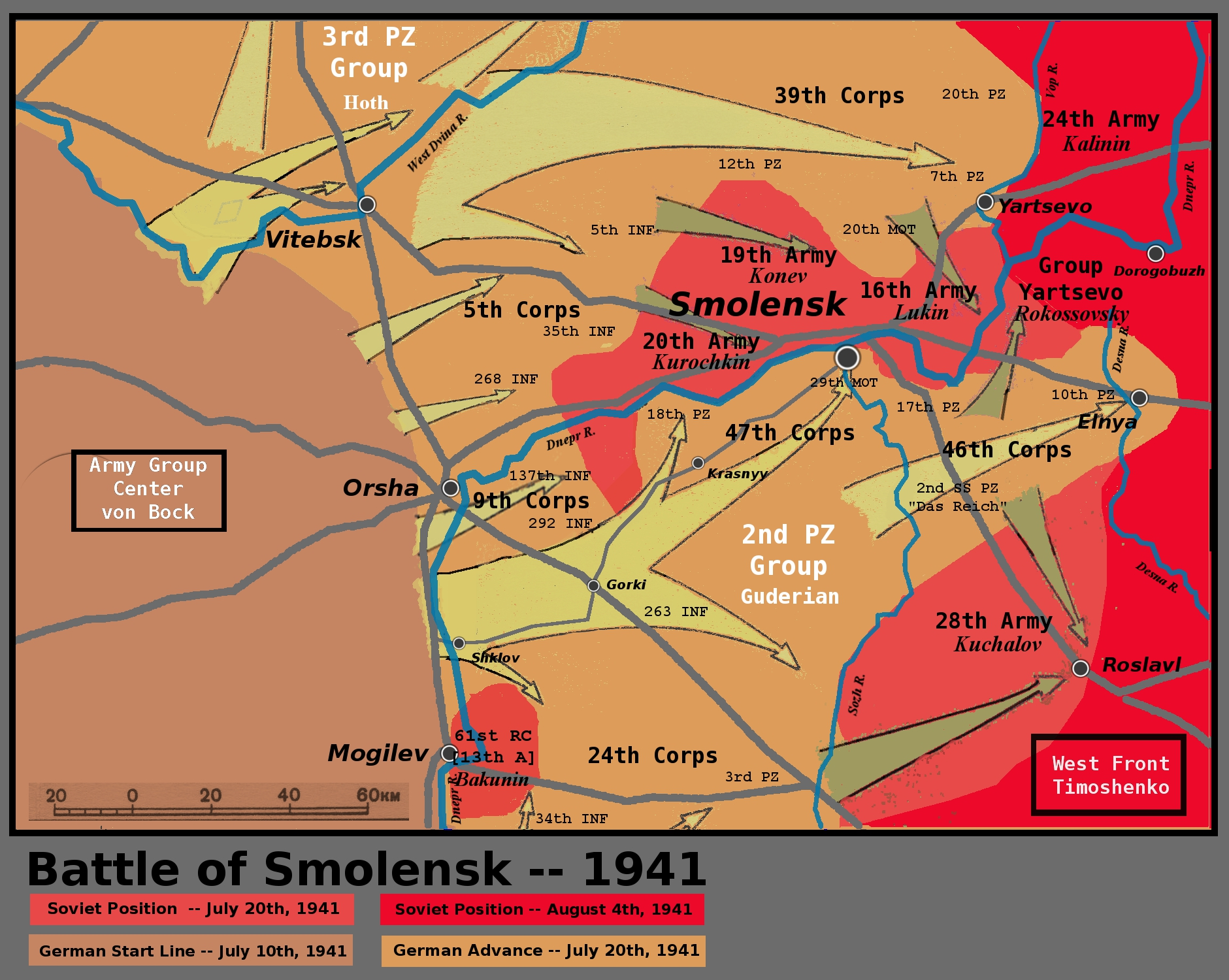
A szmolenszki csata képe

A szmolenszki csata július 10-én kezdődött: a Közép Hadseregcsoport aznap indított széles arcvonalon támadást a Dnyeper folyótól északra, illetve délre.
A 9. német hadsereg északkelet felé, Velikije Luki irányába támadott. A Hermann Hoth által vezetett 3. német páncélos hadseregcsoport keleten, Vityebszknél csapott le, majd a Daugava folyót a Dnyepertől elválasztó földnyelven haladt tovább, hogy északról elfoglalja Szmolenszket. A Heinz Guderian parancsnoksága alá tartozó 2. német páncélos hadseregcsoport eközben Orsa városán át, Mahiljov megkerülésével nyomult Szmolenszk felé azzal a céllal, hogy mélyen Jelnya városa mögött húzódó szovjet vonalak mögé hatoljon, és továbbhaladjon Moszkva felé.
A dubnói csatában tanúsított engedetlensége ellenére Rokosszovszkijt július 13-án Moszkvába hívták, hogy átvegye a szétzilált 4. szovjet hadsereg parancsnokságát. A hadsereget Tyimosenko marsall irányította, aki július 2-án, nem sokkal azelőtt váltotta a lefokozott Pavlov tábornokot a Nyugati Front élén, hogy Pavlovot és a vezérkara nagy részét elítélték, majd lelőtték.
Július 14-én, vagyis ugyanaznap, amikor Rokosszovszkij visszakapta a letartóztatása előtt viselt altábornagyi rangot, Hans Freiherr von Funck vezérőrnagy és a 3. német páncélos hadseregcsoportba tartozó 7. német páncélos hadosztály a Szmolenszk mögötti Jarcevo városához vonult. Másnap a 2. német páncélos hadseregcsoport gépkocsizó gyalogsága kiszorította Szmolenszkből a várost védő szovjet erők nagy részét; ezzel a 2. és a 3. német páncélos hadseregcsoport közötti távolság 20 kilométer alá csökkent. A 16., a 19. és a 20. szovjet hadsereget a gyors bekerítés réme fenyegette; a három hadsereg ekkor a folyó északi partján, egy – északnyugat felől Vityebszk, északkelet felől Jarcevo, dél felől pedig Szmolenszk által bezárt – háromszögbe (katlanba) lett beszorítva.
A front gyors pozícióvesztését látva Tyimosenko felmentette Rokosszovszkijt a 4. szovjet hadsereg (csak névleg viselt) parancsnoksága alól, és azzal a feladattal bízta meg, hogy hozzon létre rögtönzött magasabbegységet Jarcevónál; az egység a „Rokosszovszkij tábornok csoportja” nevet kapta. Feladata a Jarcevónál hirtelen felsorakozott 7. német páncélos hadosztály jelentette veszély elhárítása volt. Szintén a csoportnak kellett megoldania a Vop folyónál lévő hídfőállások védelmét, illetve megelőznie a 2. és 3. német páncélos hadseregcsoport által alkotott harapófogó bezárulását.
Elkerülhetetlennek látszott az összeomlás. Sztálin azonban eltökélten hajtogatta Tyimosenkónak azt a parancsot, miszerint Szmolenszket tartani kell, az ostromlott seregek frontvonalban harcoló parancsnokainak evakuálásra vonatkozó kéréseit pedig árulásnak nevezte. Tyimosenko seregei a visszavonulás helyett tehát tartották pozícióikat, és megkísérelték Szmolenszk visszafoglalását.
„Rokosszovszkij tábornok csoportja” elméletben tekintélyes, hadsereg méretű magasabbegység volt, azonban amikor Rokosszovszkij július 17-én este megérkezett Tyimosenkóhoz a főhadiszállásra, megtudta, hogy a parancsnoksága alá valójában mindössze alig két tucatnyi tiszt, két darab, légvédelmi géppuskával felszerelt gépkocsi és a hozzájuk tartozó kezelő személyzet, valamint egy rádiós adóvevőt szállító gépjármű tartozik. Rokosszovszkijnak először is a tartalékosokból és a visszavonuló seregektől lemorzsolódott katonákból kellett ütőképes haderőt kovácsolnia; a létszám azonban néhány nap alatt jelentősen felduzzadt. A 44. lövész hadtest visszavonuló ezredei és hadosztályai átszivárogtak az övéikhez a szmolenszki katlanból, és Rokosszovszkij parancsnoksága alá kerültek, de friss erők is érkeztek: a 107. harckocsi-hadosztály (korábbi nevén a Bajkálontúli Katonai Körzet 69. gépkocsizó hadosztálya), valamint a 101. harckocsi-hadosztály, nagyjából 90 darab, többnyire elavult harckocsival felszerelkezve.
Ezután zavarodott, mindkét fél számára felváltva sikereket és vereségeket hozó csata kezdődött Szmolenszk birtoklásáért, amely során a rákövetkező hetekben a város többször is gazdát cserélt, Rokosszovszkij törzse pedig biztosította a védelmet, és folyamatos nyomást gyakorolt a német páncélos erőkre.

„Azután támadásokat is indítottunk: hol itt, hol ott mértünk csapásokat a németekre, mégpedig gyakran sikerrel. Igaz, méreteiket tekintve ezek csak harcászati sikerek voltak, de hozzájárultak ahhoz, hogy csapatainknál megszilárduljon a fegyelem. A puszta tény, hogy a németek hem legyőzhetetlenek, lelket öntött harcosainkba, midőn látták, hogy képesek elpusztítani az ellenséget, s akkor ez sokat jelentett nekünk.
Aktivitásunk ezenkívül minden jel szerint fejtörést okozott az ellenséges parancsnokságoknak. Ellenállásba ütközött olyan helyen, ahol erre hem számított; tapasztalnia kellett, hogy egységeink nemcsak védekeznek, hanem támadnak is (ha nem is mindig sikerrel). Az ellenség ennek alapján túlbecsülte az adott arcvonalszakaszon tevékenykedő erőinket, és nem használta ki óriási fölényét. – Konsztantyin Rokosszovszkij”

Rokosszovszkij seregének ereje napról napra nőtt. Mivel a német nyomás következtében a szmolenszki katlan átjárhatóvá vált, Rokosszovszkij vissza tudta helyezni szolgálatukba a visszavonuló katonákat és a bekerített katlanból megszökött egységeket, és a segítségükkel meg tudta erősíteni a Jarcevónál létesített szovjet átjárót. Ezután a 38. lövész hadosztály is hozzá került – Tyimosenko igyekezett észszerűsíteni a katlanban rekedt egységek parancsnokságát, és ennek érdekében feloszlatta az Ivan Konyev vezette 19. hadsereget.
A németek döntéshelyzet elé kerültek: egyszerre kellett ügyelniük a bekerített szovjet seregekre és Rokosszovszkij fokozódó támadásaira kelet felől. A 7. német páncélos hadosztály mellé hamar felsorakozott a 12. is Jarcevónál, míg a nyugati szárnyat a 20. hadosztály tartotta. Mivel több német páncélos hadosztály is védekezésre kényszerült a szovjetekkel szemben a katlanon belül és kívül egyaránt, a német páncélos erők csapásai meggyengültek.
Noha „Rokosszovszkij tábornok csoportjának” sikerült feltartóztatnia a Hoth vezette 3. páncélos hadseregcsoport előrenyomulását Jarcevónál, a Guderian parancsnoksága alá tartozó 2. páncélos hadseregcsoport tovább haladt előre a Dnyepertől délre, Rokosszovszkij seregeinek bal szárnyán, és napról napra komolyabb fenyegetést jelentett. Július 18-án Guderian és a 10. páncélos hadosztály benyomult a Jarcevótól 70 km-re délre fekvő Jelnya városába, majd július 20-án el is foglalta.
Július 19-én, Hitler 33. hadműveleti utasításának kiadásával azonban megváltoztak a német sereg hadműveleti céljai Szmolenszknél. Az utasítás értelmében a Wehrmachtnak ideiglenesen fel kellett hagynia a Moszkva irányába történő előrenyomulással, és délre, Ukrajna felé kellett vonulnia, hogy végső csapást mérjen a Kijevet tartó szovjet erőkre. Az utasítás következményeképpen a Guderian által tervezett mélyre hatolás feleslegessé vált, von Bock tábornagynak pedig feltett szándéka volt, hogy felmorzsolja a Szmolenszket védő szovjet erőket, majd átadja a felszabaduló német páncélos egységeket a Dél Hadseregcsoportnak. Mivel lassúnak találta a mélységből visszatérő Guderiant, von Bock arra utasította, hogy észak felé induljon, és zárja el a szovjetek által tartott átjárót Jarcevónál. Rokosszovszkij, aki számított erre a lépésre, haladéktalanul arra utasította a 107. harckocsi-hadosztályt, hogy tartsa a Dnyepertől délre eső területet, így amikor a 10. német páncélos hadosztály fedezet nélküli támadást hajtott végre Jelnyától északra, Dorogobuzs irányába, háromnapnyi súlyos küzdelem árán visszaverték. A helyzet ezután átmenetileg stabilizálódott.
Július 20-án Zsukov általános ellentámadást rendelt el a csapdába szorult seregek kiszabadítására, július 21-étől kezdődően pedig az egész szovjet fronton több napig tartó, de szervezetlen támadások indultak. Eközben a katlanban rekedt védők fokozott erővel igyekeztek visszaszerezni Szmolenszket. A támadások dél felől Guderian előrenyomuló seregeinek szárnya ellen indultak Jelnya és Roszlavl körzetében, Jarcevo északi oldala felől pedig a Hoth vezette 2. páncélos hadseregcsoportot célozták. A lovasság is kivette a részét a támadásokból: mélyen behatolt a német vonalak mögé Mahiljovnál, és komoly fennakadásokat okozott. A támadások ugyan nem voltak összehangolva, mégis több napra visszavetették a németek előrehaladását. A súlyos harcokban mindkét fél komoly veszteségeket szenvedett. Július 24-én Rokosszovszkij serege átmenetileg átvette a Jarcevo feletti hatalmat a von Funck által vezetett 7. páncélos hadosztálytól.
A Wehrmacht előrenyomuló, gyalogság nélküli páncélos egységeit hatalmas veszteségek érték. Az előrehaladás folytatása érdekében Hoth és Guderian is arra kényszerült, hogy a gyalogságot küldje előre, így kiemelve a gépkocsizó egységeket a bekerítő hadműveletekből, lehetővé téve számukra a támadást. A következmény azonban az előrehaladás lelassulása lett.
Július 25-ére Guderian jelentős szabad kapacitást ért el addig védekezésre kényszerülő harckocsizó egységein belül, és útnak indította a 17. páncélos hadosztályt, hogy közösen, észak felé haladva számolják fel Rokosszovszkij ingatag védekezését. A 17. hadosztály azonban nem jutott el a Dnyeperig, és így a katlant sem tudta körbezárni. Ennek ellenére július 27-én az északról és délről egyaránt tűz alatt lévő Rokosszovszkij sem tudta tartani a Dnyeperen lévő, menekülési útvonalnak számító hídfőállásokat, amelyeket elfoglalt a Hoth által vezetett 20. gépkocsizó gyalogság. A bent rekedt szovjet seregek mindent megtettek azért, hogy kitörjenek a német gyűrűből. Július 28-án Tyimosenko arra utasította Rokosszovszkijt, hogy a hídfőállások visszafoglalásával nyissa meg újra az átjárót, és bár a seregei nem jártak sikerrel az átkelők visszaszerzésében, a 101. harckocsi-hadosztály július 29-én visszafoglalta és néhány, rendkívül fontos napig tartani is tudta Jarcevót.
A rákövetkező héten Rokosszovszkij a kitartó próbálkozások ellenére sem tudott kapcsolatot teremteni a körbezárt seregekkel, azonban az erőteljes szovjet támadások hatására a németek sem tudták egy helyre csoportosítani erőiket, így a csapdába esett 16. hadsereg több egysége is sikeresen megszökött. Augusztus 4-ére a front stabilizálódott, míg a katlanban rekedt védekező seregek vagy feladták az ellenállást, vagy megsemmisültek.
Rokosszovszkij érdeme a német támadások lelassítása, illetve a jarcevói átjáró biztosítása, amivel jelentős szovjet haderő elfogását vagy megsemmisülését előzte meg. A szovjetek által Szmolenszknél tanúsított ellenállás további következményei Hitler 1941. július 31-én kiadott 34. hadműveleti utasításából olvashatók ki:

„Az elmúlt napok történései, a Közép Hadseregcsoport frontvonalán és szárnyain feltűnő szervezett ellenséges erők, a hadtáp helyzete, valamint azt a tény, hogy a 2. és 3. páncélos hadseregcsoportnak mintegy 10 napra van szüksége az alá tartozó egységek feltöltéséhez, elkerülhetetlenné teszi, hogy pillanatnyilag felfüggesszük a július 19-én kiadott 33. utasításban és a július 23-án kiadott kiegészítésben ismertetett feladatokat és célkitűzéseket. – Adolf Hitler”

#### A moszkvai csata
1941 szeptemberében Sztálin maga nevezte ki Rokosszovszkijt a 16. szovjet hadsereg parancsnokává, amely az első, kizárólag büntető zászlóaljakban (strafbat, oroszul: штрафбат, штрафной батальон) szolgáló katonákból álló hadseregcsoport volt. Sztálin a kortárs beszámolók szerint a korábban lefokozott, a börtönben a kínzásokba majdnem belehaló Rokosszovszkijt tartotta a tökéletes jelöltnek arra, hogy a brutálisan fegyelmezett büntetőegységek vezetője legyen. Rokosszovszkij seregének feladata a Moszkva felé nyomuló ellenséges erők feltartóztatása volt, Rokosszovszkijnak pedig immár Georgij Zsukov tábornok, Rokosszovszkij korábbi beosztottja adott közvetlen utasításokat. A kiválóan szervezett 16. hadsereg (későbbi nevén 11. gárdahadsereg) kulcsszerepet játszott a moszkvai csatában: az előrevonuló német erők fő útvonalára, a Volokolamszkba vezető műútra vezényelték, amely a német hadsereg 1941-es téli offenzívájának (Tájfun hadművelet), valamint az 1941–42-es szovjet ellentámadás és az ezek során vívott véres csaták fontos ütközőpontja volt.
1941. november 18-án, miközben a Wehrmacht kétségbeesetten próbálta újra bekeríteni Moszkvát, Rokosszovszkij tábornok, akinek seregét szüntelen nyomás alatt tartotta az Erich Hoepner vezette 4. német páncélos hadseregcsoport, arra kérte közvetlen felettesét, Zsukovot, hogy visszavonhassa a seregét, és így előnyösebb pozíciót vehessen fel. Zsukov kategorikusan elutasította a kérést, megparancsolva Rokosszovszkijnak, hogy az utolsó emberig tartson ki. Rokosszovszkij azonban (terve sikerében bízva) Zsukov megkerülésével táviratban közvetlenül Borisz Saposnyikov marsallhoz, a Vörös Hadsereg Zsukov helyére kinevezett vezérkari főnökéhez fordult. A helyzet áttekintése után Saposnyikov jóváhagyta Rokosszovszkij tervét, és azonnal elrendelte a visszavonulást. Zsukov azonban rögtön közbelépett: visszavonta felettese parancsát, és szigorú táviratban („A front csapatainak parancsnoka én vagyok! A csapatoknak az isztrai víztároló mögé való visszavonására vonatkozó parancsot hatálytalanítom! Megparancsolom, hogy szilárdan tartsák az elfoglalt terepszakaszt, és egy lépést se vonuljanak vissza”) utasította Rokosszovszkijt pozíciója megtartására. A parancs közvetlen eredményeképpen Rokosszovszkij seregét elsöpörték a németek, a 3. és a 4. német páncélos hadseregcsoport pedig stratégiailag előnyös pozíciókat szerzett Moszkvától északra – ennél jobb helyzetet azonban már nem tudott magának kiharcolni. A Tájfun hadművelet során Rokosszovszkij és a 16. szovjet hadsereg oroszlánrészt vállalt a Moszkva elfoglalására törekvő németek feltartóztatásában.

### 1942: A Kék hadművelet (Fall Blau); a doni csata, az Uránusz hadművelet és a sztálingrádi csata
1942 márciusában Rokosszovszkij súlyosan megsebesült egy véletlen balesetben (a harcállásponton az ablaka alatt felrobbant egy repeszgránát, és annak egy szilánkja a szobába repülve a hátába állt). Moszkvába szállították gyógykezelésre. A kórházban számos látogatója akadt, köztük hírességek is. Az ott töltött két hónap után a még nem teljesen felépült, de a frontra vágyó Rokosszovszkij rövid időre visszatért a 16. hadsereghez.

#### A doni csata
1942-ben a Wehrmacht elindította a Kék hadműveletet, és Moszkva helyett dél felé, Kelet-Ukrajna irányába, a Don és a Volga folyók vonala, valamint Rosztov, Voronyezs, Sztálingrád, illetve a Kaukázus felé indított támadást. A németek célja az itt található olajmezők kiaknázása és a hadsereg üzemanyag-szükségletének fedezése volt. 1941 első napjaihoz viszonyítva az egyre ellenállóbb Vörös Hadsereg meglehetősen szervezetten vonult vissza, és a Don mentén létesített védelmi vonalat.
1942. július 13-án Rokosszovszkijra – fontos katonai vezetőként történő elismerése jeléül – életében először egy egész hadművelet parancsnokságát bízták. A Szmolenszknél és Moszkvánál dúló harcok során a Vörös Hadsereg semmiféle győzelmet nem aratott, a Rokosszovszkij parancsnoksága alá tartozó haderő azonban megzavarta a Wehrmachtot, és megakadályozta, hogy győzelmeket érjen el. Mindez valószínűleg visszaköszönt Sztálin azon döntésében, amellyel Rokosszovszkijt nevezte ki a Brjanszki Front élére. A szovjet katonai vezetőség, a Sztavka arra számított, hogy a németek 1942-ben ismét támadásba lendülnek majd Moszkva ellen, Rokosszovszkij pedig megbízható tábornok volt, aki szorult helyzetben is megmutatta már, mire képes.
A német támadás déli irányba, Voronyezs felé történő irányváltoztatása után a brjanszki terület olyannyira eseménytelenné vált, hogy a Sztavka a teljes 38. hadsereget a Vatutyin tábornok által vezetett Voronyezsi Front rendelkezésére tudta bocsátani a heves voronyezsi csata során; a németek ekkor megkíséreltek átgázolni a Don folyón, hogy feltörjék a szovjetek ott felsorakozó teljes védelmét. Rokosszovszkij emlékirataiban felidézi, hogy 1942 szeptemberében Sztálin felhívta a közvetlen vonalon, és megkérdezte, hogy „nem unatkozik-e ilyen légkörben”, majd visszahívta Moszkvába, és egy új hadművelet parancsnokságával bízta meg:
„A terv lényege az volt, hogy egy erős csoportosítást (legalább három összfegyvernemi hadsereget és néhány harckocsi-hadtestet) összpontosítunk a Volga–Don folyamközbe betört ellenség szárnyán, hogy ellencsapást hajtsunk végre körülbelül Szerafimovics körzetéből déli és délkeleti irányban. Bátor és sokat ígérő gondolat! Ennek a csoportosításnak a parancsnokságát bízták rám.”
A soron következő események miatt a támadás későbbre halasztódott, és csak később, Uránusz hadművelet néven indították újra – ennek során Vatutyiné lett a főszerep. Walsh azonban kijelenti, hogy az a tény, mely szerint eredetileg Rokosszovszkij vezette volna a támadást, „jelezte a rangját, illetve a serege állásainak jelentőségét, és fontos, hamarosan sorra kerülő szovjet hadműveleteket vetített előre”.

#### Az Uránusz hadművelet
1942 őszére a német hadsereg a Don és a Volga mentén újonnan kialakított szovjet védelmi vonal hosszában várakozott, Sztálingrádnál összpontosult, és Rosztovtól délre áttörte a szovjet vonalat a stratégiai fontosságú olajtermelő városok, Tbiliszi és Baku irányába. Sztálin eltökélt volt a tekintetben, hogy Sztálingrád nem eshet el – szigorú parancsokban utasította arra a Vörös Hadsereget, hogy mindenáron tartsa a várost. (Az akkor hadi komisszárként a frontokat járó Hruscsov visszaemlékezései, bár a benne lévő tények kritikával kezelendők, remekül érzékeltetik Sztálin és a katonai felső vezetés hozzáállását, a szakértelem, a felelősségvállalás és a szervezettség teljes hiányát, illetve az egyes katonai vezetők közötti személyes kapcsolatokat. A második világháborúban dicsőséget szerzett vörös tábornokoknak megdöbbentően infantilis és gyanakvó környezetben kellett dolgozniuk.) A sztálingrádi csata így a városért vívott végeérhetetlen, véres küzdelemmé alakult, amelyben a felek minden egyes kapualjért megküzdöttek.

Az Uránusz hadművelet

1942. szeptember 28-án, Zsukov unszolására Rokosszovszkij lett egy személyben a 65., a 24. és a 66. hadsereg parancsnoka. E három haderőt összevonva jött létre a Sztálingrádi Front – későbbi nevén a Doni Front – Sztálin azon sokat bírált terve részeként, amely során a Sztálingrádnál tervezett szovjet ellentámadás, az Uránusz hadművelet érdekében átszervezték a Déli Frontot. Rokosszovszkij seregei így szemtől szemben találták magukat a 6. német hadsereg 11., 8. és 14. hadtestével, így a 16. és 14. német páncélos hadosztállyal is. Az ezt követő harcokban a felsorolt német haderők mindegyike megsemmisült.
Mivel a német erők jelentős részét lekötötték a sztálingrádi harcok, és arcvonaluk – a Kaukázusba történő mély benyomulás eredményeként – igencsak szellős volt, a Wehrmacht egyre inkább számított szövetségesei, a román és olasz seregek segítségére a hosszú, északon a Donig, délen a Volgáig nyúló arcvonal két szárnyán. Az Uránusz hadművelet november 17-én vette kezdetét azzal a céllal, hogy a német szárnyakon áttörve a szovjetek két oldalon is bekerítsék Paulus tábornok sztálingrádi seregeit. A Vatutyin parancsnoksága alá tartozó Délnyugati Front gyors győzelmet aratott a 3. román hadsereg felett, a Rokosszovszkij vezette Doni Fronttól északra, eközben pedig a Jerjomenko irányította Sztálingrádi Front szintén támadásokat indított, Sztálingrádtól délre. Rokosszovszkij és a Doni Front csak mellékszereplő volt a fő támadásban, a 66. hadsereg azonban hasznos segítséget nyújtott északon Vatutyin támadásaihoz: megkerülte a német arcvonalat a bal szélén, ahol a 3. román hadsereggel találkozott; a 24. és a 65. hadsereg pedig szorongatta és egy helyben toporgásra késztette a német védelmet, miközben a szovjet főseregek két oldalról, harapófogó-szerűen, gyorsan bekerítették őket.
Alig egy hét alatt, a romló időjárási viszonyok és erős hófúvások dacára a szovjet erők benyomultak a Sztálingrád mögötti résbe, és megerősítették a várost körülvevő állásaikat, hogy a bent rekedtek ne tudjanak kitörni. A 6. német hadsereg nem kísérelt meg összehangolt kitörést, a bekerített német csapatok kiszabadítására december közepén indított Téli vihar hadművelet pedig sikertelennek bizonyult. A szovjet fél nem sokkal később megindította a Kis Szaturnusz hadműveletet, és megszilárdította pozícióját.

#### A sztálingrádi csata

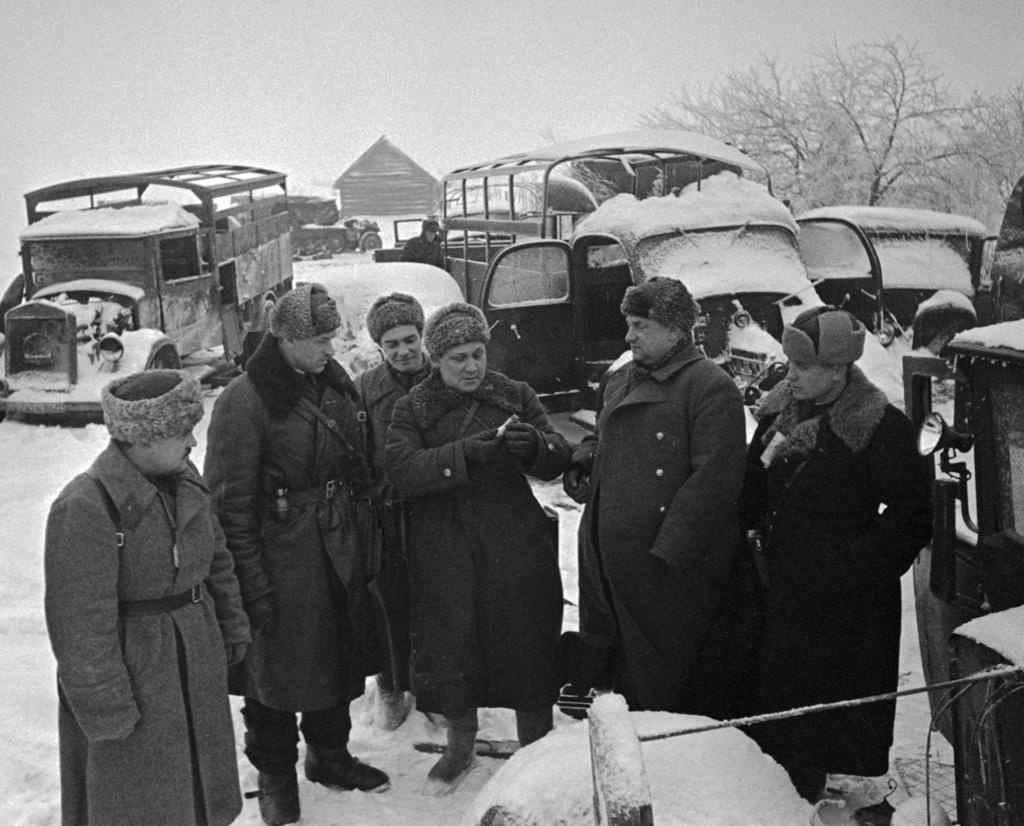
Rokosszovszkij vezérezredes (balról a második), a Doni Front parancsnoka és vezérkara a németektől lefoglalt járműveket veszik számba. Sztálingrád, 1942

December 28-án Sztálin azzal bízta meg Rokosszovszkijt, hogy számolja fel a sztálingrádi katlant. Közel 212 ezer katona, 6500 löveg, 2500 harckocsi és 300 repülőgép állt a rendelkezésére 200 ezer bekerített és elkeseredett, éhező, üzemanyag- és lőszerhiánnyal küzdő ellenséges (német és román) katonával, köztük a német seregben szolgáló orosz „önkéntesekkel” (Hiwi, Hilfswilliger) szemben. Szemléltetésképpen: a 6. német hadsereg 297. könnyűgyalogságának közel fele orosz nemzetiségű volt, a tüzérség számára azonban mindössze napi másfél lövedék használatát engedélyezték. 1943. január 8-án Rokosszovszkij tűzszünetet rendelt el, és küldöttséget indított a németekhez egy, a megadás feltételeit ismertető ultimátummal. Paulus azonban nem reagált az üzenetre, és a hónap további részében folytatódott a német ellenállás.
Január 10-én a Doni Front megindította a Gyűrű hadműveletet, hogy csökkentse a sztálingrádi katlan nagyságát. A hadművelet egy 55 percig tartó zárótűzzel kezdődött, amelyet 7000 rakéta, üteg és aknavető tűzereje alkotott. A németek kitartóan védekeztek, noha a létszámuk lassan fogyatkozott – a Doni Front azonban így is 26 ezer embert és a harckocsijai felét elvesztette a hadművelet első három napján.
Január 15-én Rokosszovszkijt vezérezredessé léptették elő.
Január 16-án a szovjetek légi blokádot létesítettek a bekerített németek feje fölött, így a 6. német hadsereget ellátó légihíd megszűnt. Néhány nap szünet után ismét megindultak a szovjet támadások, és ezek során elfoglalták az utolsó működő német leszállóhelyeket is. Január 22-én a németek visszaszorultak a tényleges Sztálingrádba.
Még ugyanaznap Paulus tábornok arra kérte Hitlert, hogy engedélyezze a fegyverletételt, kérését azonban elutasították. Január 26-án a szovjetek kettévágták és két kisebb gyűrűbe zárták a körülvett németeket. Január 31-én a déli csoport és Paulus megadta magát. Négy nappal később az utolsó védők is letették a fegyvert. Ezzel véget ért a világháború legvéresebb csatája, amely megfordította az (addig a németek számára kedvező) állást a német–szovjet hadszíntéren.

„A Doni Front seregei 1943. február 2-án délután 4 órakor végleg vereséget mértek a Sztálingrádnál bekerített ellenséges erőkre. Huszonkét német hadosztály esett el vagy esett hadifogságba. – Konsztantyin Rokosszovszkij”

### 1943: A kurszki csata

A német támadás terve

A Sztálingrádnál aratott győzelem után a szovjet haderő közel 150 km mélyen és 250 km hosszúságban ékelődött bele a német arcvonalba Kurszknál – ez lett az ún. „kurszki kiszögellés”. Rokosszovszkij parancsnokságát a kiszögelléstől északra helyezték, és új frontként szervezték át, hogy a déli oldalon állomásozó Voronyezsi Front „tükörképe” legyen.
1943 februárjában Rokosszovszkij a következőt jegyezte fel a naplójába: „Engem bíztak meg a Központi Front parancsnokságával, vagyis Sztálin fontos szerepet szán nekem a nyári kurszki hadjáratban.”
1943 nyarán Kurszknál a Vörös Hadsereg és a Wehrmacht egyaránt döntő támadásra készült. A németek a kiszögellés két oldalán terveztek csapást mérni a szovjetekre, hogy a két szárny ezután Kurszknál, jelentős szovjet haderőt feltartóztatva egyesüljön, kiheverje a stratégiai jelentőségű sztálingrádi vereséget, és megállítsa a szovjetek előrenyomulását. A szovjetek a közelgő német támadás jeleire felhagytak saját támadási terveikkel, és mélységi védekezésre rendezkedtek be, jelentős páncéltörő egységeket telepítve a megfelelő helyeken.
A Citadella hadművelet fedőnevű német offenzíva megindításának eredeti időpontja májusban lett volna, ám ezt később többször is elhalasztották, hogy új, Tigrisekkel és Párducokkal, valamint a legújabb harckocsiágyúkkal felszerelt páncélos egységekkel töltsék fel az arcvonalakat. A német fél késlekedését a szovjetek a saját előnyükre fordították, és még alaposabb előkészületeket tettek. A Wehrmacht csak július elején indult meg Kurszk ellen.
Az ezt követő csata a második világháború legnagyobb harckocsiütközete volt, amelyben mindkét fél súlyos ember- és eszközbeli veszteségeket szenvedett. A Központi Front parancsnokaként Rokosszovszkijnak és seregeinek a Közép Hadseregcsoportba, Walter Model irányítása alá tartozó 9. német hadsereg elszánt támadásaival kellett szembenéznie; közülük néhány zászlóalj erősségű páncélos alakzatot a legújabb Tigris harckocsikkal szereltek fel. Rokosszovszkij háromlépcsősre tervezte a saját védelmét. Az első német támadások után Rokosszovszkij ellentámadást rendelt el, ám a szovjet páncélosok alulmaradtak az új és erős Tigris harckocsikkal szemben, így a sereg ismét védekezésre kényszerült. A kedvező erőviszonyok ellenére a németeknek hamar nehézségei támadtak a szovjet aknákkal és páncéltörőkkel teleszórt területen, így Rokosszovszkij ismét megerősíthette állásait. A 9. hadsereg a kezdeti sikerek után nem ért el újabbakat, és súlyos veszteségei ellenére sem tudott áttörni a szovjet védelmi vonalon.
A német csapatok a kurszki kiszögellés más pontjain nagyobb sikereket könyvelhettek el, ám a Citadella hadműveletet két héttel később lefújták. A védekező jellegű kurszki csatával párhuzamosan a Vörös Hadsereg máshol támadásokat is vezetett, majd a Citadella hadművelet véget érésével gyakorlatilag az egész keleti front mentén offenzívát indított. 1943 végére a szovjet seregek visszafoglalták Kijevet és Szmolenszket.

„Nem is kell mondanom: a szovjetek teljes mértékben kiaknázták győzelmüket. A keleti front többé nem lesz csendes. Az ellenség mostantól kétségkívül átvette a kezdeményezést. – Heinz Guderian”

A szovjet Központi Front ezután az 1. Belorusz Front nevet kapta; Rokosszovszkij ennek a frontnak a parancsnoka maradt a Belorussziában (Fehéroroszország), Lengyelország irányába történő szovjet előrenyomulás során.

### 1944: A Bagratyion hadművelet és a varsói felkelés
Az 1944-es Bagratyion hadművelet megtervezésével kapcsolatban több forrás is megemlíti (több, egymástól némileg eltérő változatban) Rokosszovszkij és Sztálin vitáját. Sztálin a szovjet hadászati hagyományoknak megfelelően egyetlen főcsapást irányzott elő a német arcvonalon, míg Rokosszovszkij két, egymással egyenértékű főcsapás mellett érvelt.
Rokosszovszkij a memoárjában így emlékszik vissza az esetre: „Rendkívül gondosan készültünk a harcokra. A terv kidolgozása előtt végigmentünk a terepen, de különösen a peremvonalban. A szó szoros értelmében hason kellett csúsznunk. A terep és az ellenséges védelem tanulmányozása meggyőzött bennünket arról, hogy a front jobbszárnyán célszerű két csapást mérni különböző arcvonalszakaszokról [...]. S mindkét csapást főcsapásnak kell tekinteni. Ez ellenkezett azzal a hagyományos nézettel, amely szerint a támadás során egy főcsapást kell mérni, s ehhez összpontosítani a főerőket és eszközöket. [...]
A támadás tervét véglegesen május 22-én és 23-án dolgoztuk ki a főhadiszálláson. Azt az indítványunkat [...], hogy a jobbszárnyon két csapást mérjünk, bírálatok érték. A legfelsőbb főparancsnok [azaz Sztálin] és helyettesei ragaszkodtak hozzá, hogy egy főcsapást hajtsunk végre [...]. Kétszer is kiküldtek a szomszéd szobába, hogy vegyem fontolóra a főhadiszállás javaslatát. Mindegyik ilyen »megfontolás« után kénytelen voltam újult erővel védelmezni saját elképzelésemet. Miután meggyőződtek róla, hogy szilárdan ragaszkodom álláspontomhoz, Sztálin jóváhagyta a hadműveleti tervet abban a formájában, amelyben előterjesztettük.
– »A frontparancsnok állhatatossága azt bizonyítja – mondta Sztálin –, hogy a támadás megszervezését alaposan végiggondolták. Ez pedig a siker fő biztosítéka.«
Az egész hadművelet a »Bagratyion« nevet kapta.”
A csata sikert hozott, igazolva Rokosszovszkij elképzeléseit. A német Közép Hadseregcsoport belorussziai szétzúzását követően Rokosszovszkij seregei 1944 közepén elérték a Visztulát, és a Varsóval szemközti parton állomásoztak. Rokosszovszkijt az elért győzelmek elismeréseként marsallá léptették elő.
Miközben a Rokosszovszkij vezette seregek a Visztula partján vesztegeltek, a szovjet hadsereg közelsége miatt bizakodó városban kitört az 1944 augusztusától októberéig tartó varsói felkelés. A felkelés élére a londoni emigráns lengyel kormányhoz hű Honi Hadsereg állt. Rokosszovszkij nem biztosított érdemi erősítést a felkelők számára; a szovjetek mindössze ejtőernyővel juttattak be eszközöket, élelmet, gyógyszert és harcosokat a városba. Rokosszovszkij személyes álláspontja a mai napig vita tárgya, bár ő maga mindvégig azt állította, hogy az elnyúlt arcvonal, valamint a frontja északi szárnyát érő német támadások miatt katasztrofális következményei lettek volna annak, ha a felkelés mellé áll.
Az természetesen csak részben igaz, amit a memoárjában ír, miszerint a seregei kimerültek, és ezért nem sietett a felkelők segítségére, ahogyan az is, hogy Sztálin és a Sztavka parancsát követte – hiszen, mint láttuk, a világháború korábbi szakaszaiban, ha a saját vagy a Szovjetunió érdekei úgy kívánták, többször sem volt rest megszegni őket, vagy legalábbis törekedni erre. Az akkor már marsallcsillagot viselő Rokosszovszkij személyes véleménye immár örökre titok marad, de a memoár ezen részének feltűnő tömörsége (a fejezet magyarul mindössze 11 oldal), rezignált stílusa és egyes mondatai („a Varsóban lejátszódó tragédia nem hagyott nyugton. Gyötrelmes volt a tudat, hogy nem siethetek a felkelők megsegítésére”, „ilyen tragikusan végződött a varsói felkelés”) arról tanúskodnak, hogy nem lehetett könnyű tétlenül végignéznie szülővárosa felégetését.
1944 novemberében Rokosszovszkijt a 2. Belorusz Front élére irányították (amit kegyvesztésként élt meg); ez a front nyomult Kelet-Poroszországba, majd onnan Észak-Lengyelországon át az Odera torkolatáig Szczecinnél.

### 1945: A győzelem éve

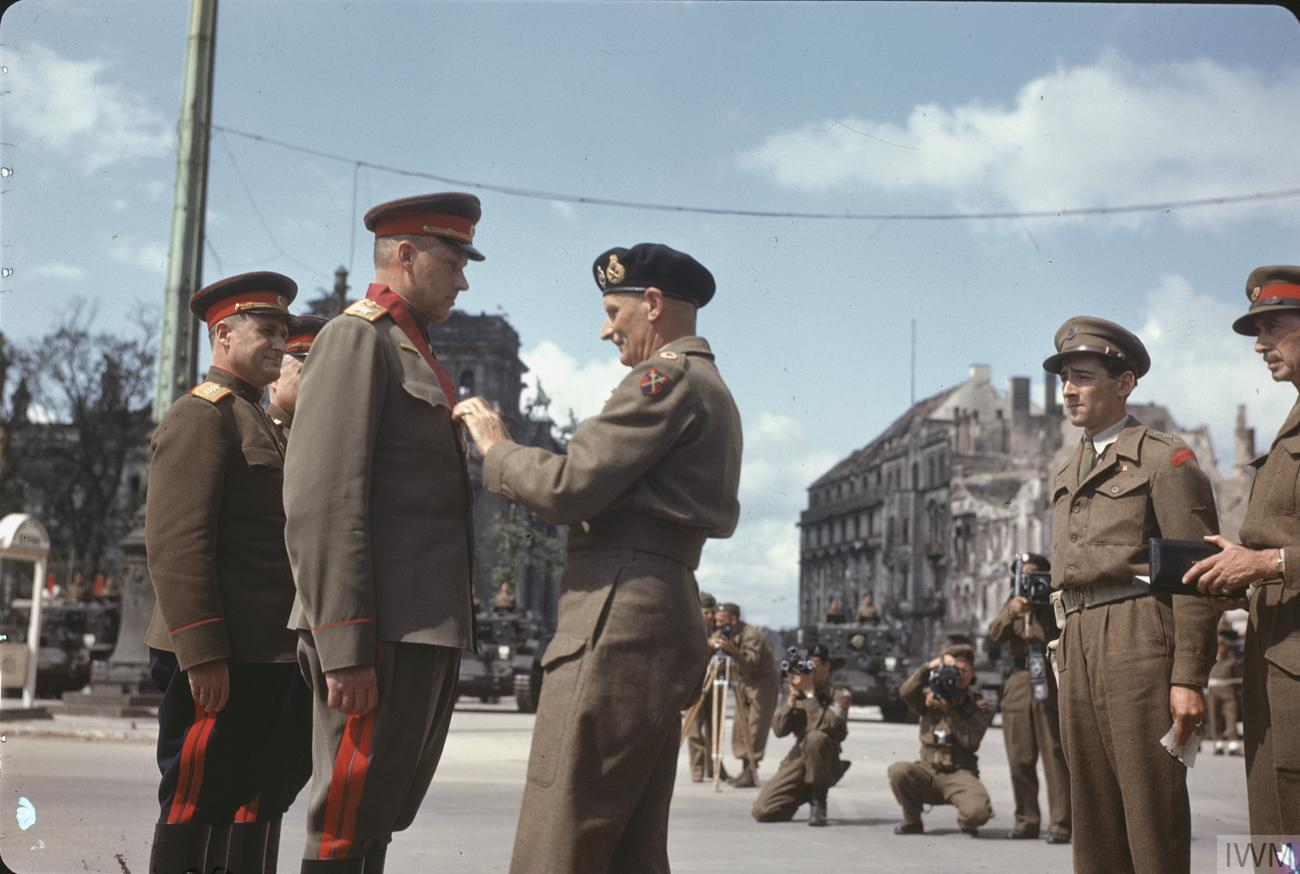
Montgomery brit marsall (balról a harmadik) átadja Rokosszovszkij szovjet marsallnak (balról a második) a Bath-rendet a berlini Brandenburgi kapunál 1945. július 12-én

1945. május 3-án Rokosszovszkij seregei egyesültek Bernard Montgomery brit tábornagy 2. hadseregével a németországi Wismar városánál. Eközben Zsukov és Konyev seregei elfoglalták Berlint. Európában ezzel véget ért a világháború.
1945. június 1-jén Rokosszovszkijt másodszor is kitüntették a Szovjetunió Hőse érdemrenddel.
1945. június 22-én Sztálin rendeletet adott ki egy, a második világháborúban aratott győzelmet méltóan megünneplő díszszemle megtartásáról. A győzelmi díszszemle levezetésével Zsukovot bízta meg (bár egyes források szerint eredetileg ő maga szerette volna), parancsnokává pedig Rokosszovszkijt nevezte ki. A parádéra 1945. június 24-én, szakadó esőben került sor a moszkvai Vörös téren. A szemlén Zsukov beszédet mondott, majd felvonult a Vörös Hadsereg minden fontosabb egysége (közel 40 ezer katona), legemlékezetesebb pillanataként pedig a felázott téren végigvonszolták, és a Lenin-mauzóleum előtt egymásra hányták a hadizsákmányként szerzett német zászlókat. Valószínűleg ez volt Sztálin, Zsukov és Rokosszovszkij katonai karrierjének csúcspontja. Az esemény máig legendás az orosz történelemben; erről készült az egyik legelső színes szovjet filmfelvétel.
1945. július 12-én Rokosszovszkij, Zsukov és több más magas rangú szovjet tiszt is megkapta a Bath-rendet a berlini Brandenburgi kapunál tartott ünnepségen.

## Politikusként Lengyelországban (1945–56)

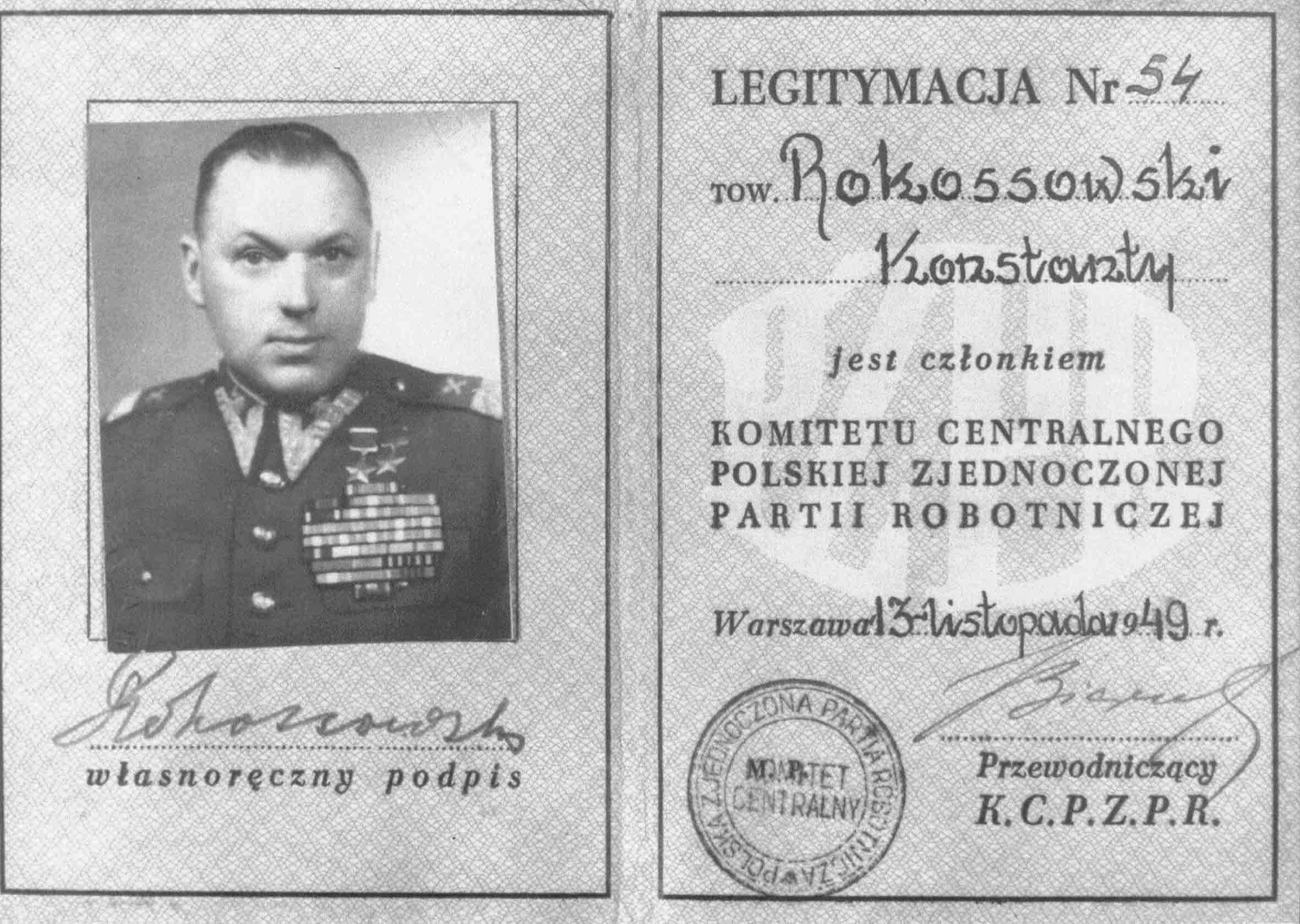
Rokosszovszkij lengyel munkáspárti tagsági igazolványa

A világháborúban győzedelmes tábornokok (elsősorban Zsukov és Rokosszovszkij) hihetetlen népszerűségre és befolyásra tettek szert. Bár a háborúban Sztálin számított rájuk, a nehezen kiharcolt békében – egy nagyon is lehetséges, a szovjet értelmiség körében is suttogott puccstól tartva – tehernek érezte a jelenlétüket. Talán éppen ezért küldte kiváló érzékkel (a rendelkezés ellen előbb hevesen tiltakozó, majd az elfogadása előtt 2 napig az irodájába zárkózó) Rokosszovszkijt Lengyelországba: hogy távol tartsa Moszkvától, és minél jobban elszigetelje. Ezzel két legyet üthetett egy csapásra: megszabadult a Moszkvában veszélyesen népszerű marsalltól, és egyúttal befolyásos, a Szovjetunió érdekeit mindig szem előtt tartó és maradéktalanul képviselő „helytartóhoz” jutott Varsóban, ahol szintén nem örültek Rokosszovszkij kinevezésének.
Így Rokosszovszkij lett (illetve maradt) a szovjet haderő lengyelországi állományának (Északi Haderőcsoport) parancsnoka. 1949. november 6-án, miután Bolesław Bierut vezetésével megalakult egy 100%-ban kommunista lengyel kormány, Sztálin utasítására Rokosszovszkij kapta meg a honvédelmi miniszteri tárcát, illetve emellé (1920-as bevezetése óta ötödikként) a „Lengyelország marsallja” címet. Rokosszovszkij mellett több ezer szovjet tiszt került magas (parancsnoki vagy tanácsadói) pozícióba szinte minden lengyelországi katonai egységnél.
1952-ben Rokosszovszkij a Lengyel Népköztársaság Minisztertanácsának elnökhelyettese lett. Noha névleg lengyel volt, 35 évig nem élt az országban, így a lengyelek többsége orosznak és a szovjet érdekek képviselőjének tartotta.
Rokosszovszkij részt vett a lengyel függetlenségi mozgalom elnyomásában, az ország sztálinista alapokra helyezésében, valamint a szovjet modell bevezetésében általában, de különösen a Lengyel Hadseregben, amelynek főparancsnokaként 1949 decemberében, a Szejmben felszólalva a hadsereg támogatásának törvényben garantált megnövelésére szólított fel. Kérése teljesült: 1949–54-ben Lengyelország egyre magasabb, végül nemzeti összjövedelme 15%-át elérő összeget fordított a haderő korszerűsítésére (harckocsik, rakéták, légierő, flotta stb.). Ennek eredménye rendkívül pozitív volt a seregre, ám annál kevésbé a civil lakosságra nézve. 1951-ben a reformok ütemét (a Kreml nyomására) felgyorsították. Rokosszovszkij gyakran felkereste a különböző katonai egységeket, figyelte munkájukat, és aktívan részt vett a különböző hadgyakorlatokon. Mégsem volt igazán népszerű: lengyel nacionalisták 1950-ben két ízben is inzultálták.
Ennek egyik fő oka az volt, hogy több intézkedést is bevezetett a szovjetellenes tevékenységek leverésére. A leghírhedtebb közülük a munkásszázadok megalakítása volt, ahová „társadalmilag vagy politikailag megbízhatatlan”, illetve külföldön élő családtagjaik miatt gyanús, egészséges fizikumú férfiak ezreit sorozták be. A becslések szerint közel 200 ezren dolgozhattak veszélyes körülmények között munkatáborokban (például kőfejtőkben, szén- vagy uránbányákban); közülük közel 1000-en már a munkavégzés első napjaiban odavesztek, és több tízezren szenvedtek maradandó testi sérülést. Az elnyomó intézkedések célkeresztjébe emellett a háború előtti Lengyel Hadsereg, illetve a világháborúban harcoló, a varsói felkelést kirobbantó Honi Hadsereg veteránjai kerültek.

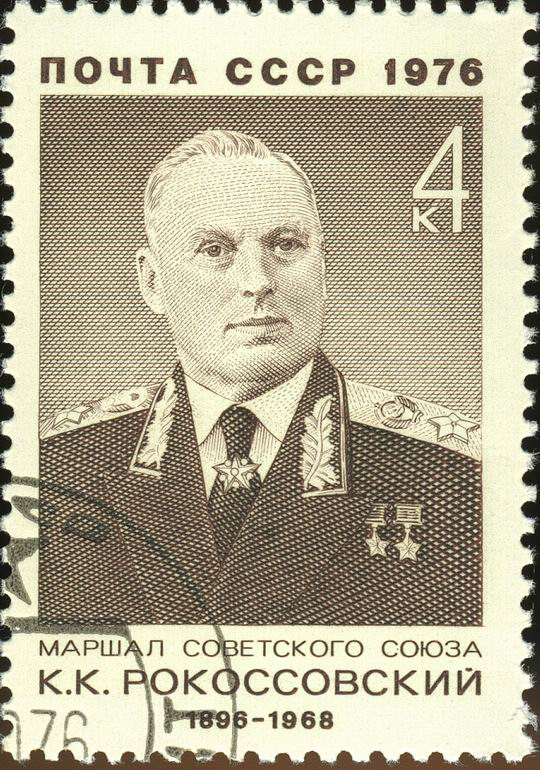
Rokosszovszkij egy 1976-os szovjet bélyegen

1956 júniusában, a munkások szegénysége és Lengyelország szovjet megszállása ellen tiltakozó poznańi munkásfelkelés kirobbanásakor Rokosszovszkij engedélyezte a felkelők elleni fegyveres fellépést. A közel 10 ezer katona és 360 harckocsi bevonásával végrehajtott műveletben legalább 74 polgári személy halt meg. Ez azonban csak késleltette a politikai fordulatot, amelynek bekövetkezését később a magyarországi események is elkerülhetetlenné tették. Lengyelország a kitörése után szolidaritást vállalt a magyar forradalommal.
Amikor a Władysław Gomułka körébe tartozó reformer kommunisták 1956-ban vissza kívántak kerülni a lengyel politikába, Rokosszovszkij Moszkvába utazott, hogy meggyőzze Hruscsovot a lengyel állam elleni katonai fellépés szükségességéről, mivel nem bízott a hadserege lojalitásában.
1956. október 19-ére Gomułka közös ülést hirdetett meg a lengyel Politikai Bizottság és a lengyel Központi Bizottság részvételével. Az ülés előtt néhány órával váratlanul népes szovjet küldöttség érkezett Moszkvából Hruscsov vezetésével. A küldöttségben olyan prominens személyek is jelen voltak, mint Vjacseszlav Molotov külügyminiszter és Anasztasz Mikojan, a Minisztertanács elnökének első helyettese. Ekkorra Varsóban már jelentős szovjetbarát katonai erők vonultak fel Rokosszovszkij és Ivan Konyev hívására. Hruscsov rögtön nyilvánvalóvá tette, hogy beavatkoznak, és brutálisan leverik a lengyel erőket, ha nem születik a szovjet fél számára megfelelő kompromisszum. Gomułka ekkor elpanaszolta, hogy szerinte túl sok a szovjet tank és katonai tanácsadó – mint például Rokosszovszkij marsall – lengyel földön. Miután Gomułka sikeresen tárgyalt a Szovjetunióból érkezett követséggel, Rokosszovszkijt november 10-én felmentették tisztségei alól. Bár a Szejm lehetővé tette a számára, hogy Lengyelországban maradjon, és megkapta volna az addigi fizetését, elhagyta az országot, és – 500 tanácsadójával együtt – visszatért a Szovjetunióba.

## Az utolsó évek: ismét a Szovjetunióban (1956–68)
A Szovjetunióban Rokosszovszkij visszakapta korábbi rendfokozatát és kitüntetéseit; 1957 júniusában pedig, miután lemondatta Zsukovot a honvédelmi tárca éléről, Hruscsov honvédelmi miniszterhelyettessé nevezte ki. Rokosszovszkij 1962-ig maradt ebben a pozícióban. 1957 októberétől 1958 januárjáig Grúziában, Tbilisziben volt eltávozáson, ahol az egyre fontosabb szerepet játszó Kaukázusontúli Katonai Körzet kinevezett vezetőjeként tevékenykedett. 1958-ban a szovjet honvédelmi minisztérium fő ellenőre lett. A hadsereg műveleti és stratégiai működésének ellenőrzése, továbbfejlesztése, tapasztalatainak összefoglalása és átadása volt a feladata. Hogy teljesítse, 1959-től haláláig több mint 30 hadelméleti cikket és visszaemlékezést írt különböző újságokba és periodikákba. Az ellenőri pozíciót egészen 1962-es nyugdíjba vonulásáig betöltötte.
1968. augusztus 3-án, 71 éves korában halt meg prosztatarákban. Hamvait a moszkvai Vörös téren, a Kreml Fala Nekropoliszban helyezték örök nyugalomra. Temetésén Brezsnyev is jelen volt.

## Emlékezete

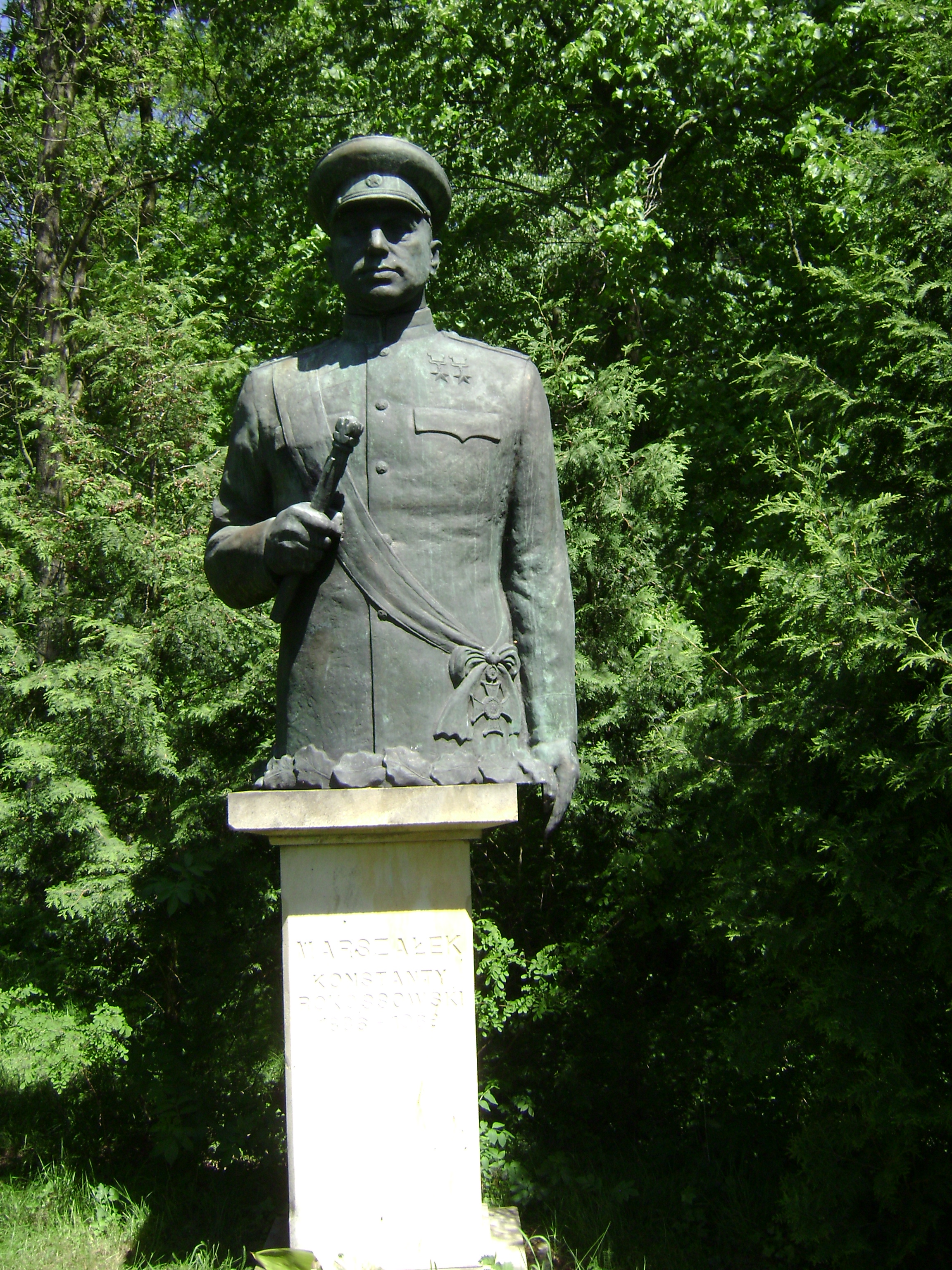
Rokosszovszkij marsall szobra a Vörös Hadsereg és Lengyel Hadsereg Múzeumának kertjében, Uniejowicében

Rokosszovszkij megítélése, a vele kortárs hadvezérekéhez hasonlóan, igen vegyes. Ez azonban nem második világháborús teljesítményéből és bolsevik mivoltából ered, hanem annak a függvénye, hogy milyen nemzetiségű az, aki értékelni próbálja. A volt Szovjetunió területén máig valódi hősnek számít: utcák viselik a nevét (Ukrajnában és Fehéroroszországban is), szobrokat emeltek a tiszteletére, bélyegeken, érméken szerepel az arcmása, leszármazottaival a mai napig szívesen készítenek interjúkat. Nyugat-Európában hasonló a helyzet – Rokosszovszkij számukra a fasizmus egyik felszámolója. Szülőhazájában, Lengyelországban azonban máig vitatott történelmi szereplő, és a vele kapcsolatos vélemények is inkább negatívak. Természetesen a nem szovjet, nem nyugati és nem lengyel vélemények között is vannak túlzóan elfogultak és mértékadóan semlegesek.
Ez a kettősség gyakorlatilag egész életében végigkísérte Rokosszovszkijt: a kétnyelvűség; az eredetileg értelmiségi, hivatalosan proletár származás; a vitatott szülőhely; a magánéleti félénkség és a katonai rátermettség; a háborúban az ellenfél iránti tapintat és a szülőhazájában békeidőben, politikusként mutatott keményvonalasság: mindez egyaránt igaz rá.
A sztálini tisztogatások előtt Rokosszovszkij egyike volt a Vörös Hadsereg politikailag és szakmailag egyaránt megbízható, intelligens és ígéretes jövőjű tisztjeinek (Saposnyikov 1937-ben, még Rokosszovszkij letartóztatása előtt igen ragyogó ajánlást írt róla), noha vele lényegében egyidős, a Tuhacsevszkij-perben kivégzett kortársai – Tuhacsevszkij, Jakir, Uborevics vagy az öngyilkosságot választó Jan Gamarnyik – gyakorlatilag a tanárai voltak. A Vörös Hadsereg eme nagy reformerei (akik közül egyik sem érhette meg, hogy a Nagy honvédő háborúban harcoljon) szinte kivétel nélkül egyetemre jártak vagy el is végezték, idegen (nyugati) nyelveken beszéltek, és gyakran diplomáciai szerepet töltöttek be (Putna például több nyugati országban, így Nagy-Britanniában is volt katonai attasé).
E tekintetben feltűnő a különbség köztük és az utánuk életben maradt, a Szovjetunió 1941-es német letámadása után innen-onnan összeszedett, majd később vezérkarrá kovácsolódott főtisztek között. A Vörös Hadsereg egyik csodája, hogy bár a megalakulása utáni első 30 évben kétszer is krónikus tiszthiánnyal küzdött (először az oroszországi polgárháborúban, majd a második világháborúban), mindkétszer kiérlelt olyan személyiségeket, akik felnőttek a feladathoz. Rokosszovszkij kétségkívül közéjük tartozik. Ami azonban belőle és a többi világháborús tábornokból is fájóan hiányzik, az a nyitottság: szinte egyikük sem beszélt idegen (nyugati) nyelveket, nem járt külföldön, így sem szakmailag, sem másképp nem volt nemzetközi kitekintése. A Vörös Hadsereg Rokosszovszkij-korabeli vezérkara a Szovjetunió későbbi nemzetközi elszigetelődésének szomorú metaforája.
Rokosszovszkij összesen 47 évig volt katona, ám szakmai karrierjének első fele (1914–1937), bár két nagy háborúban is részt vett eközben, nem igazán jelentős. Viszont nélkülözhetetlen volt ahhoz, hogy túlélje a 3 évnyi börtönt, a lefokozással és a mellőzöttséggel járó szégyent, és hogy (közel 45 évesen!) elég ereje legyen az újrakezdéshez. A Nagy honvédő háború 5 éve alatt villámkarriert futott be. Ehhez az kellett, hogy szintetizálni tudja addig összegyűjtött szakmai ismereteit, kiaknázza emberismeretét és türelmét, és sokszor félretegye a büszkeségét. Briliánsan teljesítette a feladatot, és világháború alatt példaértékű katonai életművet hagyott hátra.
Erre vet árnyékot életének utolsó, politikusként töltött (mégsem túlságosan közismert) harmada. Tény, hogy Rokosszovszkij mindig is apolitikus volt, és a világháború után Lengyelországban akart maradni – katonaként, az Északi Haderőcsoport élén. Sztálin azonban másképp döntött. Rokosszovszkij a számára kétszeresen is ismeretlen terepen, Lengyelország honvédelmi minisztereként, katonaésszel, de politikusi képességek és ismeretek híján gyakorlatilag eleve bukásra volt ítélve, majd a Szovjetunióba visszatérve, immár Hruscsov alatt ismét a saját naivitása és a politikai intrikák áldozata lett. (A legenda szerint azért kényszerült lemondásra, mert Hruscsov kérésére sem volt hajlandó rosszat írni Sztálinról.)
A világháborúban nyújtott hadászati teljesítménye azonban örök és elvitathatatlan; ő a 20. század egyik legjelentősebb katonai vezetője a hazájában, és azon kívül is.

## Érdekességek Rokosszovszkijról
- A marsall híresen jóképű és vonzó férfi volt, akit körülrajongtak a nők. Ő maga azonban legendásan félénk volt: megismerkedésük előtt közel egy évig imádta távolról leendő feleségét, Juliját (mivel nem merte megszólítani, noha első pillantásra belészeretett), mire egy barátja, elunva a várakozást, bemutatta őket egymásnak.[49] Házasságuk 45 éven át, Rokosszovszkij haláláig tartott, és két, a második világháború alatti esettől eltekintve lényegében sohasem ingott meg. Mindkettő Rokosszovszkijnak az 1942-es repeszsérülése utáni moszkvai gyógykezeléséhez kötődik: Moszkvában városszerte rebesgették, hogy a szép, ukrán születésű színésznő, az éppen a kórházban önkénteskedő Valentyina Szerova és Rokosszovszkij szeretők. Ebből annyi igaz, hogy valóban többször is találkoztak, és a színésznő szerelmes lett a tábornokba,[50] bizonyíték azonban nincs rá, hogy a vonzalom kölcsönös lett volna. Rokosszovszkijnak ekkor már viszonya volt egy nála 25 évvel fiatalabb, gyönyörű katonaorvossal, dr. Galina Talanova hadnaggyal,[51] akitől 1945. január 7-én egy Nagyezsda nevű lánya is született.[52] A kislány megkapta Rokosszovszkij családnevét, a kapcsolat azonban (a feleség, Julija erélyes fellépése után) véget ért.
- A leningrádi Kreszti börtönben átélt kínzások során Rokosszovszkijnak több fogát is kiverték. Ezeket utóbb a korszakban divatos aranyfogakkal pótolták. Nem véletlen, hogy az 1940 után róla készült fényképek nagy többségén egyáltalán nem, vagy csak csukott szájjal mosolyog.
- Ő szerepelt a Time magazin 1943. augusztus 23-i számának címlapján.[53]
- 1945. január 21-én Rokosszovszkij a 2. Belorusz Front parancsnokaként kiadta a 0006-os számú parancsot a Vörös Hadsereg katonái számára. Ennek értelmében a civil lakossággal szemben elkövetett erőszakot, rablást vagy pusztítást halállal büntették.[54]
- 1917-től majdnem 30 évig nem találkozott a húgával, Helenával. 1945 februárjában a nő kereste meg, amikor a Vörös Hadsereg végül bevonult Varsóba.[j 10][55] Miután találkoztak, Rokosszovszkij soha többé nem szakította meg vele a kapcsolatot: magához vette, majd, mikor 1956-ban visszatért a Szovjetunióba, a halálálig folyósította neki a fizetése 10%-át. Helena Rokossowski gazdag hagyatéka értékes dokumentumokat őriz a bátyjáról.[1]
- Az 1945. június 24-én tartott győzelmi díszszemlén Rokosszovszkij egy Pólus (Poljusz, Полюс) nevű fekete mén hátán lovagolt be a térre, Zsukov pedig az eredetileg Sztálinnak szánt szürke mén, Bálvány (Kumir, Кумир) hátán érkezett. Mindkét lovat hetekig tréningezték, hogy bírják a zajt és a tömeget.[56] A díszszemlén végig szakadt az eső, ám sem Zsukov, sem Rokosszovszkij nem tudott száraz helyre húzódni előle. Rokosszovszkijnak a parádén viselt díszegyenruhája olyannyira megszívta magát vízzel, hogy a marsall egyszerűen nem tudta levenni: otthon a lányának kellett szó szerint levágnia róla.[49]
- Saját magát minden – katonai és polgári – kérdőíven és dokumentumban lengyel nemzetiségűnek vallotta; oroszul is jellegzetes lengyel akcentussal beszélt.[57] 1956-ban, mielőtt elhagyta volna az országot, keserűen kifakadt Franciszek Cymbarewicz tábornoknak: „a sors iróniája, hogy Oroszországban lengyelnek tartanak, Lengyelországban pedig orosznak”.[58] Utolsó éveiben gyakorlatilag csak lengyelül olvasott. Lányával és unokájával is lengyelül beszélt. A család máig erősen kötődik Lengyelországhoz: még a dédunokája, Ariadna is olvas lengyelül.
- Egész életében lelkes horgász és vadász volt. A Szovjetunió német megtámadásának napján, 1941. június 22-én hajnalban eredetileg horgászni szeretett volna a kollégáival (a német támadásról értesülve memoárjában szűkszavúan ennyivel kommentálja a történteket: „a másnapi horgászást kénytelen voltam lefújni”).[59] Még az utolsó éveiben is szívesen töltötte ezzel az idejét.
- Halála előtt nem sokkal kezdte sajtó alá rendezni a memoárját, és izgatottan várta a megjelenését, amit azonban már nem érhetett meg. A könyv Katonai kötelesség (Szoldatszkij dolg, Солдатский долг) címen jelent meg, de természetesen alaposan meghúzta a cenzúra. A kihagyott részleteket 1989-től több részletben hozta le a Vojenno-isztoricseszkij Zsurnal; a teljes, csonkítatlan változat 1997-ben jelenhetett meg.
- 2010-ben a fényképe (a sztálingrádi győzelem emlékére) rákerült egy népszerű orosz üdítő, a Bajkal limitált kiadásának címkéjére.[60]

## Előléptetéseinek időpontja
- vezérőrnagy 1940. június 4-étől
- altábornagy 1941. július 14-étől
- vezérezredes 1943. január 15-étől
- hadseregtábornok (general armii, генерал армии) 1943. április 28-ától
- a Szovjetunió marsallja 1944. június 29-étől
- Lengyelország marsallja 1949. november 2-ától

## Elismerések és kitüntetések
Orosz Birodalom
- Szent György-kereszt, 4. osztály
- Szent György-medál, 2., 3. és 4. osztály

Szovjetunió
- Győzelem-rend (6-os sorszámmal; 1945. március 30.)
- A Szovjetunió Hőse, kétszer (1944. július 29., 1945. június 1.)
- Lenin-rend, hétszer (1936. augusztus 16., 1942. január 2., 1944. július 29., 1945. február 21., 1946. december 26., 1956. december 20., 1966. december 20.)
- Októberi Forradalom érdemrend (1968. február 22.)
- Vörös Zászló érdemrend, hatszor (1920. május 23., 1921. december 2., 1930. február 22., 1941. július 22., 1944. november 3., 1947. november 6.)
- Szuvorov-rend, 1. osztály (1943. január 28.)
- Kutuzov-rend, 1. osztály (1943. augusztus 27.)
- A Munkás-paraszt Vörös Hadsereg megalakulásának 20. éve emlékérem (1938. február 22.)
- Sztálingrád Védelméért emlékérem (1942. december 22.)
- Moszkva Védelméért emlékérem (1944. május 1.)
- Németország Legyőzéséért érdemérem (1945. május 9.)
- Königsberg Bevételéért emlékérem (1945. június 9.)
- Berlin Bevételéért emlékérem (1945. június 9.)
- Varsó Felszabadításáért emlékérem (1945. június 9.)
- A szovjet hadsereg és haditengerészet megalakulásának 30. éve emlékérem (1948. február 22.)
- 40 éves a szovjet fegyveres erő emlékérem (1957. december 18.)
- Kijev Védelméért emlékérem (1961. június 21.)
- Az 1941-1945-ös Nagy Honvédő Háborúban aratott győzelem huszadik évfordulójára emlékérem (1965. május 7.)
- 50 éves a szovjet fegyveres erő emlékérem (1967. december 26.)
- Moszkva Alapításának 800. Évfordulójára emlékérem (1947)
- Díszfegyver a Szovjetunió arany címerével (1968)

Lengyelország
- A Népi Lengyelország Építői rend (1951)
- A Virtuti Militari nagykeresztje (1945)
- Grünwald-kereszt, 1. osztály (1945)
- „Varsóért 1939–1945” medál (1946. március 17.)
- „Az Odera és a Neisse folyókért, illetve a Balti-tengerért” medál (1946. március 17.)
- „Győzelem és szabadság, 1945” medál (1946)

Más országoktól kapott elismerések
- A Becsületrend főtisztje (Franciaország, 1945. június 9.)
- Croix de guerre (Franciaország, 1945)
- A Bath-rend tiszteletbeli lovagparancsnoka (Egyesült Királyság, 1945)
- A Legion of Merit főparancsnoka (USA, 1946)
- Vörös Zászló érdemrend (Mongólia, 1943)
- Szühebátor-rend (Mongólia, 1961. március 18.)
- Barátság-rend (Mongólia, 1967. október 12.)
- „Szabadságért” medál (Dánia, 1947)
- „Kínai–szovjet barátság” medál (Kína, 1956)

## Magyarul
- Katonai kötelesség; ford. Nyírő József; Zrínyi, Budapest, 1971

## Fordítás
- Ez a szócikk részben vagy egészben a Konstantin Rokossovsky című angol Wikipédia-szócikk ezen változatának fordításán alapul.  Az eredeti cikk szerkesztőit annak laptörténete sorolja fel. Ez a jelzés csupán a megfogalmazás eredetét és a szerzői jogokat jelzi, nem szolgál a cikkben szereplő információk forrásmegjelöléseként.